# Washington (estado)
Washington, también llamado estado de Washington para diferenciarlo de Washington D. C., es uno de los cincuenta estados que, junto con el Distrito de Columbia, forman los Estados Unidos. Su capital es Olympia y su ciudad más poblada, Seattle. Está ubicado en la región Oeste del país, división Pacífico, limitando al norte con Canadá, al este con Idaho, al sur con Oregón y al oeste con el océano Pacífico. Fue admitido en la Unión el 11 de noviembre de 1889, como el estado número 42.
Recibió su nombre en homenaje al líder de las fuerzas estadounidenses de la Guerra de la Independencia de EE. UU. de 1776 y primer presidente de Estados Unidos, George Washington. Los nombres de muchas ciudades y condados de Estados Unidos rinden homenaje a diversos presidentes estadounidenses, pero el estado de Washington es el único estado en ser nombrado en homenaje a un presidente estadounidense. Para evitar confusiones con la capital federal, en los Estados Unidos se suele llamar «estado de Washington» al estado y «D. C.» (abreviatura de «Distrito de Columbia», District of Columbia en inglés), «ciudad federal» o «ciudad de Washington» a la capital nacional.
Washington cuenta con enormes bosques de coníferas, que le han valido el apodo de Evergreen State (estado siempre verde, o estado de la hoja perenne). Estos bosques hacen de Washington un líder de la industria maderera estadounidense. Se encuentra cortado por varios ríos y salpicado por varios lagos, lo que crea un terreno propicio para la instalación de presas. Aquí se localiza la mayor del país, la presa Grand Coulee, en el río Columbia. Su economía, sin embargo, se centra principalmente en el turismo y en la industria aeroespacial. El segundo mayor fabricante de aviones del mundo, Boeing, tiene su sede en este estado, así como varias de sus fábricas.
Los primeros europeos en explorar esta región fueron los españoles, y posteriormente, los británicos fundaron los primeros asentamientos. La región formaba parte originalmente de una mayor llamada Oregon Country, un territorio disputado entre los estadounidenses y los británicos entre las décadas de 1810 y 1840. En 1846, el Tratado de Oregón establece que todas las tierras al sur del paralelo 49 del Oregon Country pasarían al control de Estados Unidos (a excepción de la isla de Vancouver). Hasta 1859, Washington formó parte del territorio de Oregón, creado a partir de la parte estadounidense del Oregon Country. En 1859, se crea el territorio de Washington, que fue nombrado en homenaje a George Washington.

## Historia

### Hasta 1889
En la región donde actualmente se ubica el estado de Washington ya vivían hacía varios miles de años diversas tribus nativas americanas, mucho antes de la llegada de los primeros europeos. Diversas tribus indígenas vivían en la región, y la mayoría formaba parte de dos grupos: los salishianos y los penutianos. Los primeros vivían en el norte y en el litoral de Washington, mientras que los segundos vivían en el interior, a lo largo del oeste y del sur del estado.
Los primeros europeos en explorar Washington fueron los españoles, en la década de 1750. Estos exploraron intensivamente el litoral del actual estado, y reivindicaron la zona para España acorde al tratado de Tordesillas. Sin embargo, no fundaron ningún asentamiento permanente. Tales exploraciones fueron realizadas bajo el miedo de una expansión rusa —que entonces controlaba Alaska— en dirección al sur. El inglés George Vancouver suele considerarse el primer europeo en cartografiar el litoral del actual estado de Washington, durante el año 1792. No obstante, ese mismo año se había publicado un mapa de la costa noroeste estadounidense que incluye toda la zona, debido a Juan Francisco de la Bodega y Quadra, que la había recorrido en 1775. Ambos marinos intercambiaron información cartográfica y mantuvieron una amistosa relación durante la resolución del incidente de la isla de Nutca. También había explorado la zona la expedición de Alejandro Malaspina. Los ingleses, al menos en principio, tampoco se interesaron en fundar asentamientos permanentes, aunque reivindicasen la región a la Corona británica.
En 1791 bajo el control español por parte de Manuel Quimper, en la bahía Nea (prácticamente en el extremo noroeste del actual state de Washington y en la margen sur del estratégico estrecho de Juan de Fuca), se estableció el primer asentamiento europeo a cargo del Imperio español y esto debido a la expedición del marino Salvador Fidalgo, se trataba de una posición fortificada: el Fuerte de Núñez Gaona (también llamado Fuerte de Santa Rosalía) convirtiéndose en el primer asentamiento europeo en territorios correspondientes al actual estado de Washington y entonces correspondientes al litigado territorio del Oregón.

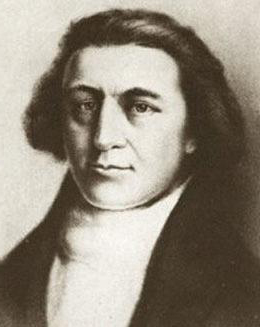
Robert Gray

Un año después, el estadounidense Robert Gray, junto con su expedición, compuesta por cazadores y comerciantes, fueron los primeros de esa nacionalidad en explorar el interior de Washington, habiendo partido de Boston, Massachusetts, bajo el mando de una compañía privada. Desembarcaron en el litoral de Washington en 1792. Estados Unidos pasó entonces a reivindicar la región. Los comerciantes y cazadores británicos y estadounidenses cazaban y comercializaban en la región del actual Washington. La Compañía de la Bahía de Hudson fundó el primer asentamiento permanente en la región, la actual ciudad de Vancouver.
La expansión estadounidense en dirección al oeste resultó en un creciente número de colonos estadounidenses que pasaban a instalarse en la región a partir de la década de 1840. Estados Unidos pasó a reivindicar para sí todas las tierras situadas al sur del meridiano 54°40′ y al oeste de las Montañas Rocosas. Los británicos habían exigido que la frontera fuese el meridiano 49°, y proseguiría en dirección al sur, acompañando el curso del río Columbia, al oeste de las Montañas Rocosas —en ese caso, gran parte del oeste del actual estado de Washington quedaría bajo control británico. En 1846, los Estados Unidos y el Reino Unido llegaron a un acuerdo, que delimitaba la frontera entre Estados Unidos y las colonias británicas de la región a lo largo del paralelo 49°.
En 1848, bajo presión de los colonos instalados en el noroeste de Estados Unidos, el gobierno estadounidense instaura el Territorio de Oregón, e implementa un gobierno en la región. Este territorio comprendía todos los actuales estados de Oregón, Idaho y Washington. Durante la década de 1850, se funda Seattle. En 1859, Oregón es elevado a la categoría de estado y el Territorio de Oregón pasa a ser el Territorio de Washington. Posteriormente, el gobierno del Territorio de Washington comenzaría a presionar a los nativos indígenas a instalarse en reservas, y así, proporcionar tierras a los colonos blancos. Tras el intento de compra de las tierras indias por parte del presidente de los EE. UU. Franklin Pierce, de especial importancia es la respuesta del jefe Seattle de la tribu de los duwamish (carta conocida como «Nosotros somos parte de la tierra» (traducción de la versión de Joseph Campbell al español), donde el jefe de la tribu presenta una particular visión del mundo y una manera de entender la naturaleza. Los salishianos aceptaron, pero no los penutianos, que entraron en guerra con los colonos blancos de la región en 1855. La guerra entre los colonos estadounidenses y los indígenas duró hasta 1858, año en que los penutianos fueron derrotados y forzados a mudarse a reservas indígenas.
A partir del inicio de la década de 1860, creció el número de colonos que pasaron a instalarse en el Territorio de Washington, gracias al descubrimiento de grandes minas de oro en la región. El crecimiento demográfico del territorio llevó a la secesión de varias áreas al oeste de Washington, para la formación del territorio de Idaho. Los límites territoriales de Washington, desde entonces, ya no cambiaron. El fuerte crecimiento demográfico de Washington seguiría en la década de 1870 y de 1880. Seattle se convirtió en un gran centro portuario. En 1883, se inaugura la Northern Pacific Railway, que conectaba Washington con el este del país. El 11 de noviembre de 1889, el territorio fue elevado a la categoría de estado pasando a ser el cuadragésimo segundo estado de los Estados Unidos de América.

### 1889 - actualidad
La economía de Washington, en sus primeras décadas como estado, dependía principalmente de la agricultura y de la minería. A lo largo de la década de 1890, las técnicas modernas de irrigación permitirían la práctica de la agricultura en la desértica región oriental de Washington. Allí, el ganado fue sustituido por las cosechas de trigo. Otras fuentes de ingresos importantes eran la industria maderera y la pesca.
A comienzos del siglo XX, la reputación de Washington en el país era la de una tierra peligrosa y salvaje, como el resto del oeste estadounidense, sólo que con leñadores en vez de vaqueros y bosques en vez de desiertos. En particular, la ciudad de Aberdeen tenía la reputación de ser la ciudad más dura del oeste del Mississippi, debido al juego, a la violencia, al consumo generalizado de drogas y a la prostitución.

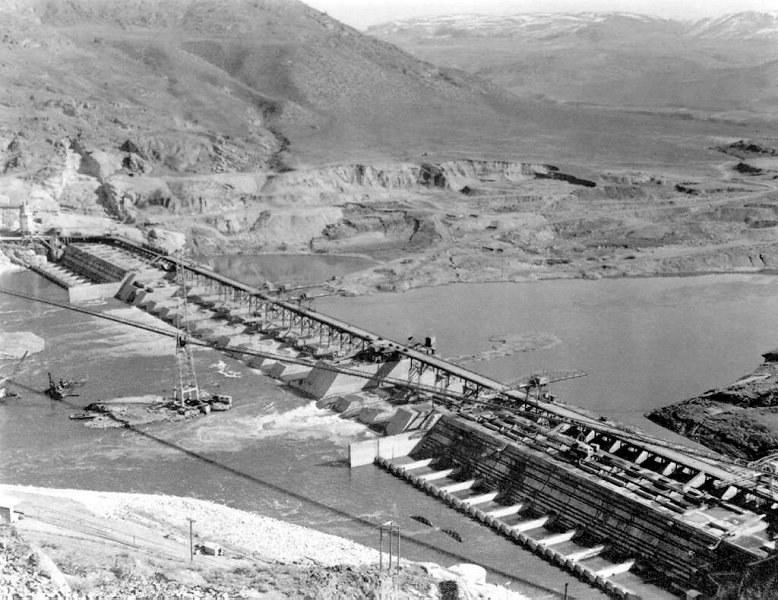
Construcción de la Presa Grand Coulee

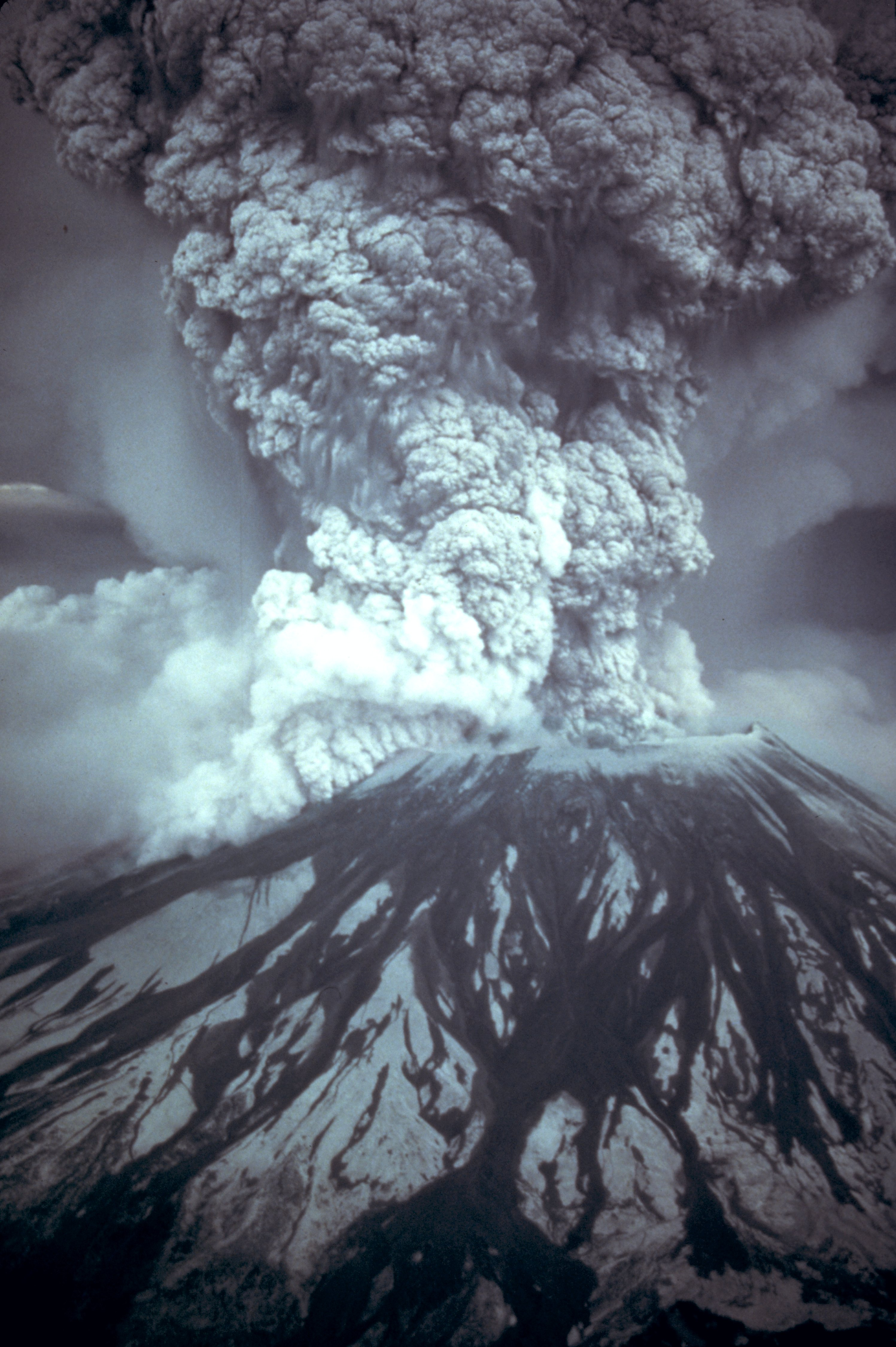
Erupción de 1980 del Monte St. Helens

Seattle prosperó con la migración estadounidense rumbo a Hawái y a Alaska, y fue un centro principal de abastecimiento de Hawái durante varias décadas, e incluso hoy es el principal centro de abastecimiento de Alaska. La economía de Washington prosperó enormemente con el inicio de la Primera Guerra Mundial. Aumentó notablemente la producción de madera y alimentos. Seattle también se convirtió en una ciudad industrializada, una de las mayores fabricantes de barcos y aviones en general a lo largo de la guerra. En 1917, se funda la Boeing en Seattle. La guerra generó una mayor unión entre los trabajadores del estado, y se crearon varios sindicatos. Después del fin de la guerra, en febrero de 1919, los sindicatos de la ciudad organizaron una huelga general en Seattle, que convocó a más de 60.000 trabajadores.
La Gran Depresión, que se inició en 1929, arruinó la economía del estado. Para intentar minimizar los problemas causados por la Depresión, tales como la miseria, el desempleo y la pobreza, el estado inició la construcción de diversas obras públicas, entre ellas, varias presas, que culminó con la inauguración de la Presa Grand Coulee, en 1941, hasta hoy la mayor presa en funcionamiento de Estados Unidos.
La economía de Washington se recuperó con el inicio de la Segunda Guerra Mundial. El área metropolitana de Seattle, gracias a su proximidad con el frente de batalla del Pacífico, llegó a ser uno de los mayores fabricantes de barcos militares, y la mayor fabricante de aviones militares del país. En 1943, el gobierno estadounidense inauguró una central nuclear en el estado, el Hanford Site. Esta central generó gran parte del combustible nuclear (plutonio) usado en las bombas atómicas de Hiroshima y Nagasaki. Washington se industrializó rápidamente, durante y después del fin de la Segunda Guerra Mundial, y la agricultura, la minería y la industria maderera perdieron mucha importancia en la economía estatal.

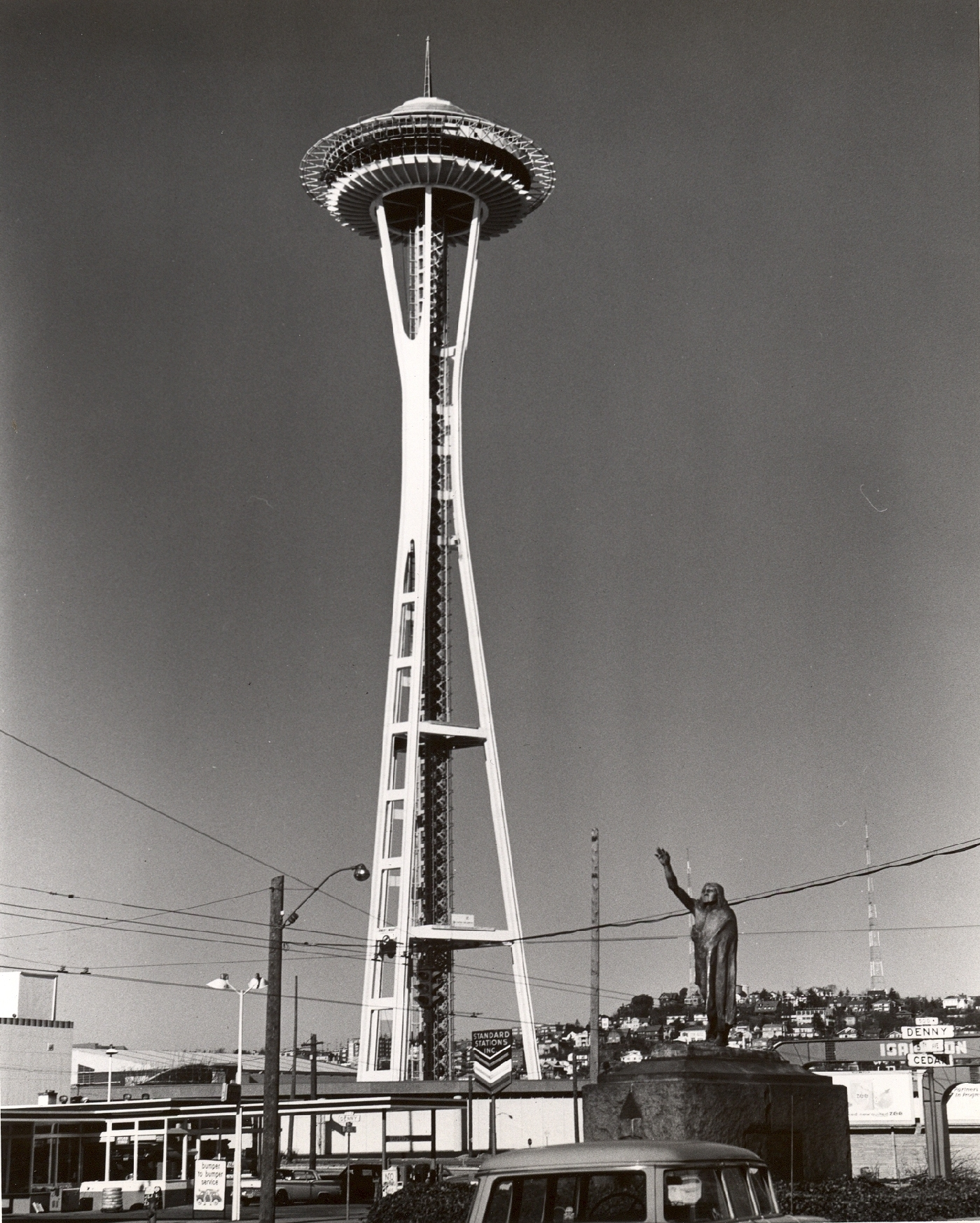
La Space Needle durante los años 60

Durante la década de 1960, el gobierno de Washington aprobó una serie de programas destinados a la descontaminación de ríos y lagos contaminados por los desechos industriales y fecales. La ascensión de la Boeing como la mayor fabricante de aviones del mundo llevó a un gran crecimiento demográfico del área metropolitana de Seattle. En 1962, Seattle celebró la Feria Mundial de 1962. La mayor atracción de dicha feria fue la construcción de la Space Needle, una torre de 184 metros de altura, inaugurada un año antes, en 1961. Posteriormente, en 1964, los gobiernos de Canadá y de Estados Unidos iniciaron un programa conjunto para la construcción de diversas presas a lo largo del río Columbia y sus afluentes.
El 18 de mayo de 1980, entra en erupción el Monte Saint Helens. Adormecido durante centenares de siglos, el volcán literalmente explotó, causando la destrucción total en un radio de cerca de 25 kilómetros a la redonda. En total 57 personas murieron, y los daños ocasionados ascendieron a más de 4.000 millones de dólares. La economía de Washington entró en una recesión que duró cerca de dos años. La erupción lanzó cenizas volcánicas en un radio de más de 1500 kilómetros de la explosión, principalmente en los primeros 200 kilómetros, cubriendo a varias ciudades por una gruesa capa de cenizas, de varios centímetros de espesor.
Durante su funcionamiento, el Hanford Site emitió varias toneladas de agua (usada como refrigerador) ligeramente radiactiva al día al río Columbia. Además de eso, los fallos a lo largo y ancho de su construcción hicieron que el suelo circundante quedase contaminado. El reactor se clausuró en 1971, y en 1989, el gobierno de Washington, junto con el de EE. UU., iniciaron un gran programa de limpieza, cuyo término está previsto para 2030.
En 1996, Gary Locke es elegido gobernador del estado. Locke fue el primer estadounidense de ascendencia china en ser elegido gobernador de un estado de EE. UU..

## Geografía
Washington se localiza en el noroeste de los 48 estados contiguos de los Estados Unidos de América. Limita al oeste con el océano Pacífico, al norte con la provincia canadiense de Columbia Británica, al este con Idaho y al sur con Oregón. El río Columbia forma la mayor parte de la frontera entre Washington y Oregón. Washington es un estado de contrastes. Por ejemplo, gran parte del estado está cubierto por bosques (la región boscosa de la península Olímpica está entre las más lluviosas del mundo), mientras que, por otro lado, gran parte del oriente del estado es árido, y es muy raro encontrarse con árboles. La variación de altitud es enorme, entre cero metros, a lo largo del litoral, a más de cuatro mil metros.
El litoral del estado con el océano Pacífico tiene cerca de 255 kilómetros de largo. Si contamos todas las regiones bañadas por el mar —bahías, estuarios e islas oceánicas— este total sube a 4.870 kilómetros. El principal río del estado es el río Columbia, cuyo nacimiento se localiza en la Columbia Británica. Este río atraviesa Washington de norte a sur durante cerca de 1100 kilómetros, y gira hacia el oeste en la frontera con Oregón. Las presas instaladas a lo largo del río producen la mitad de toda la electricidad generada en las centrales hidroeléctricas del país. La Presa Grand Coulee es actualmente la tercera mayor presa del mundo y la mayor del país.
Varios otros ríos cruzan el estado. La mayoría nacen en las Montañas Rocosas y discurren en dirección al océano Pacífico, como el río Quinault y el río Willapa, o al río Columbia, como el río Snake y el río Kootenay. La mayor parte de los bosques estatales —que cubren casi la mitad del estado— se localizan en su parte oeste.

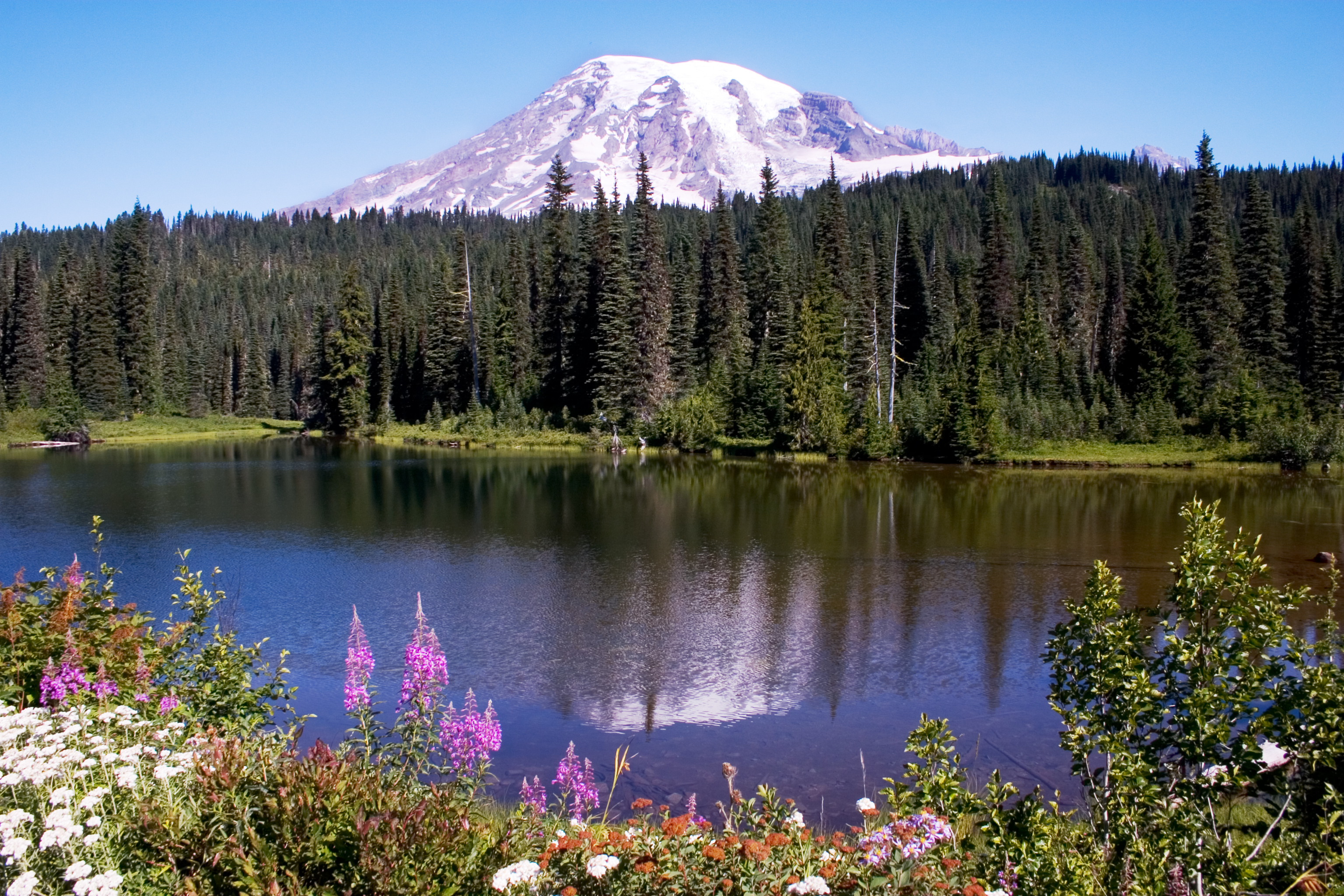
El monte Rainier reflejado en el lago Reflection.
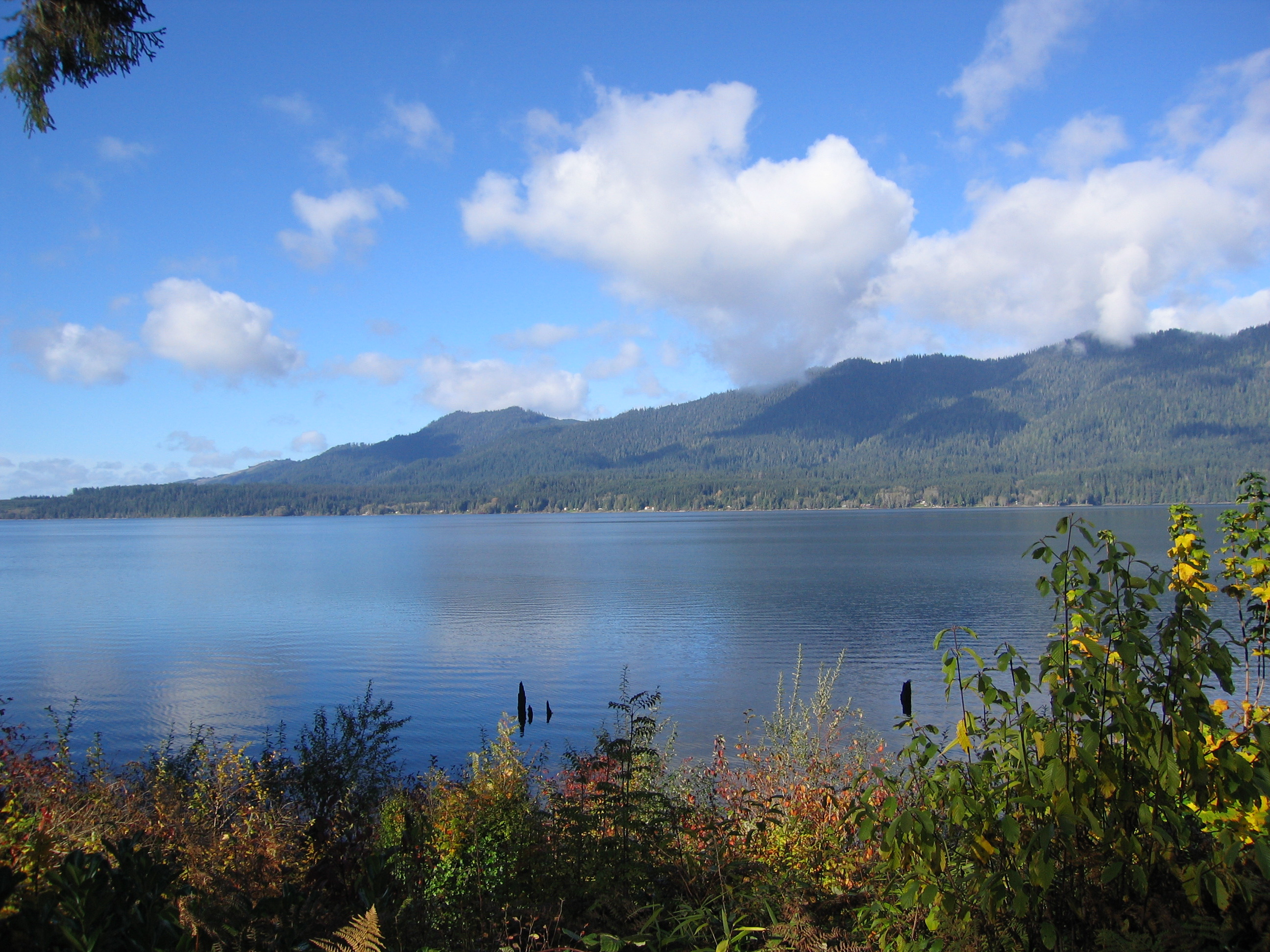
Lago Quinault.
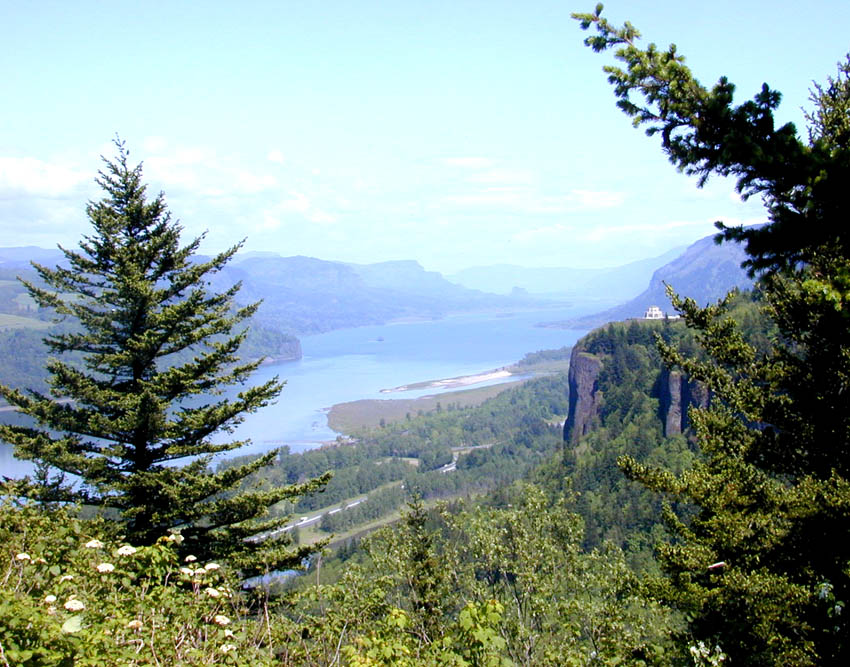
Garganta del río Columbia.
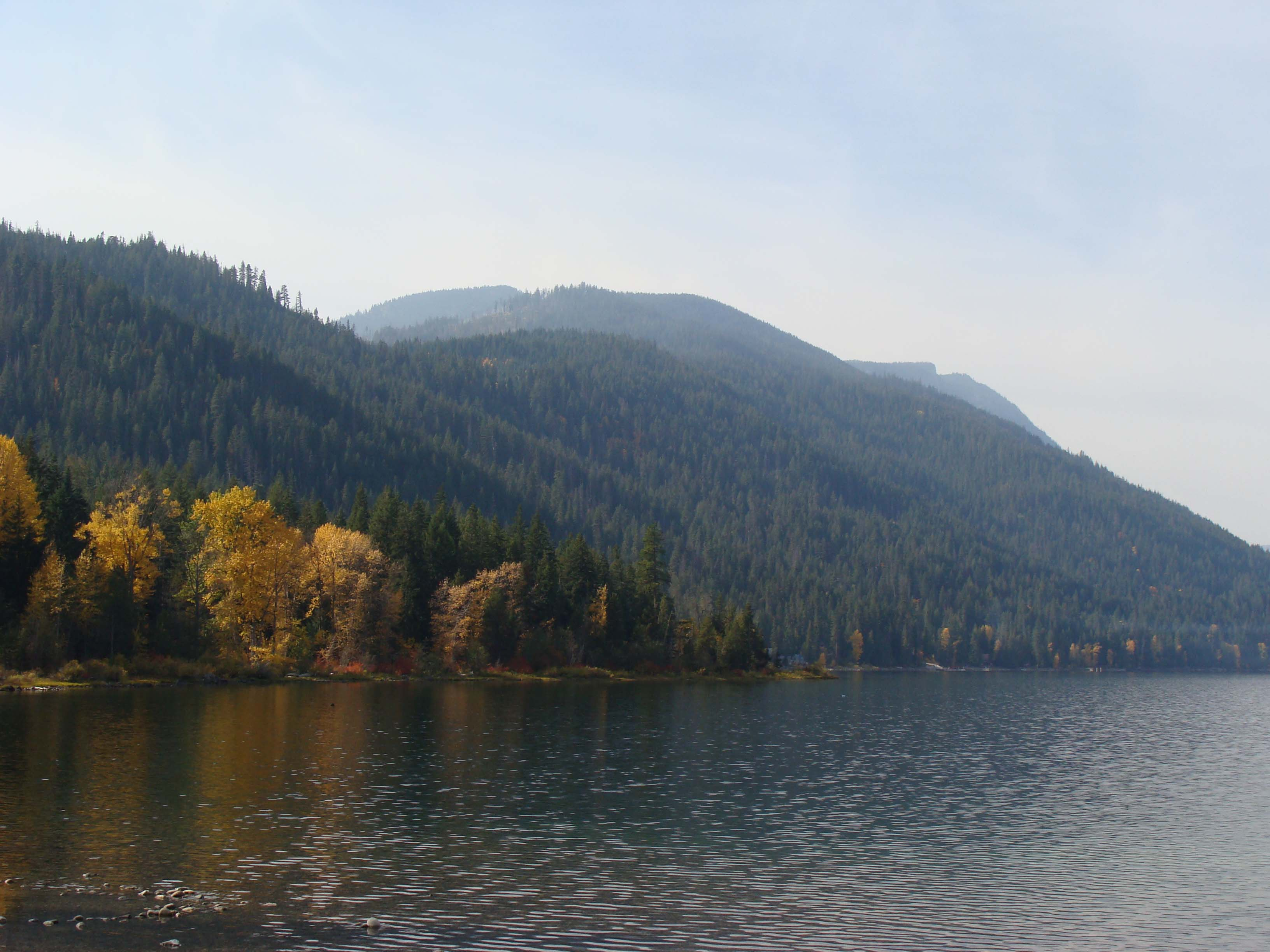
Lago Wenatchee.

### Mapas

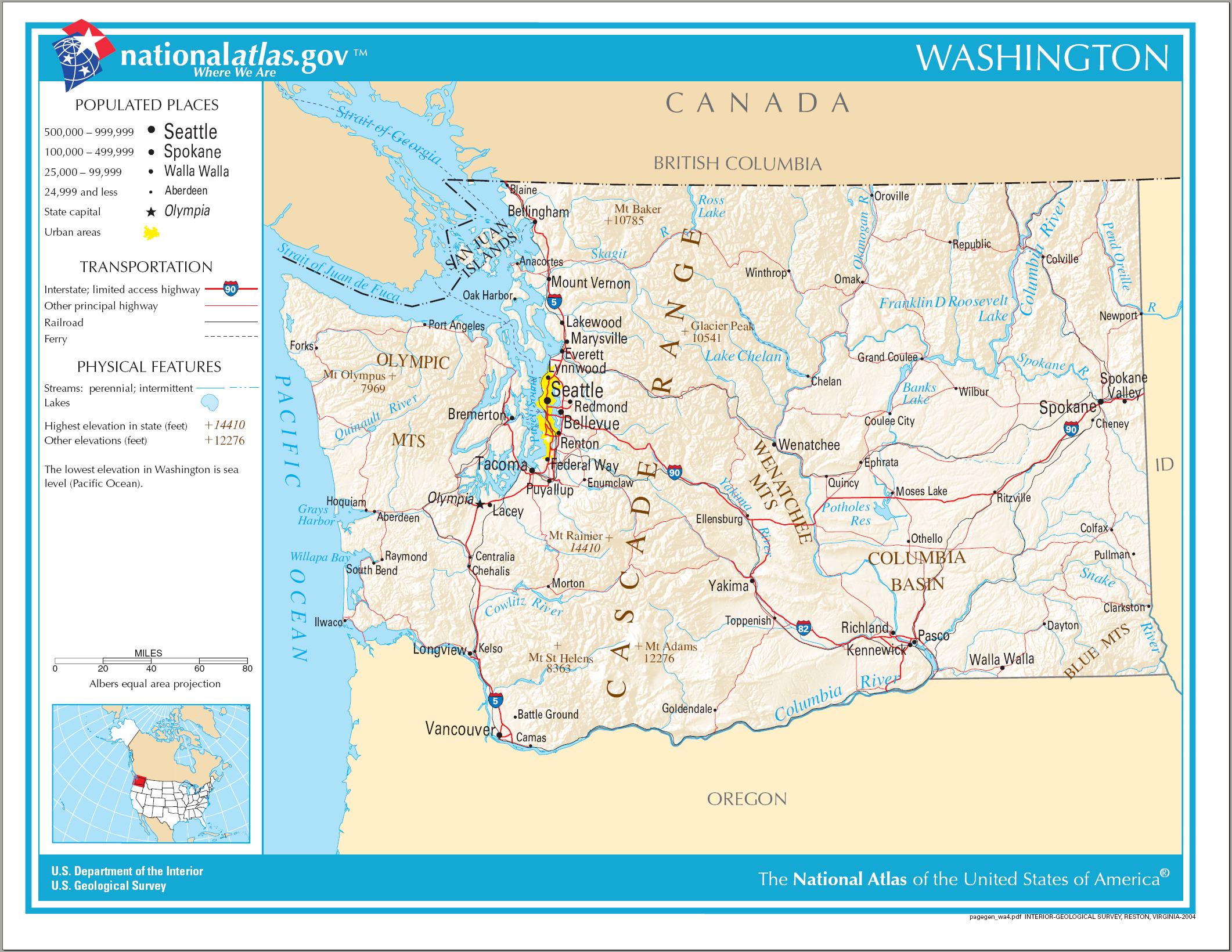
Mapa del estado de Washington
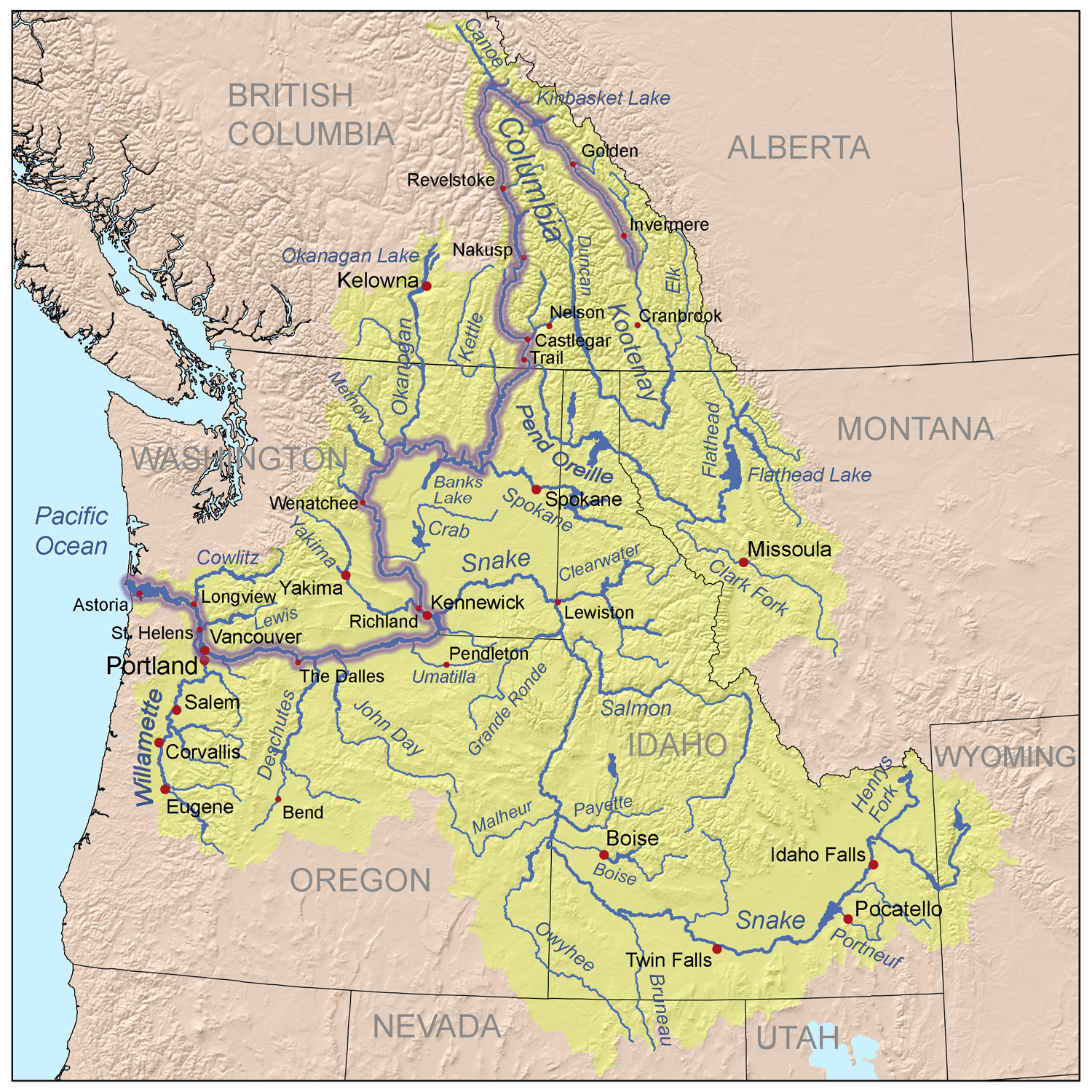
El río Columbia atraviesa Washington desde el extremo noreste hasta el suroeste, formando buena parte de su frontera sur con Oregón
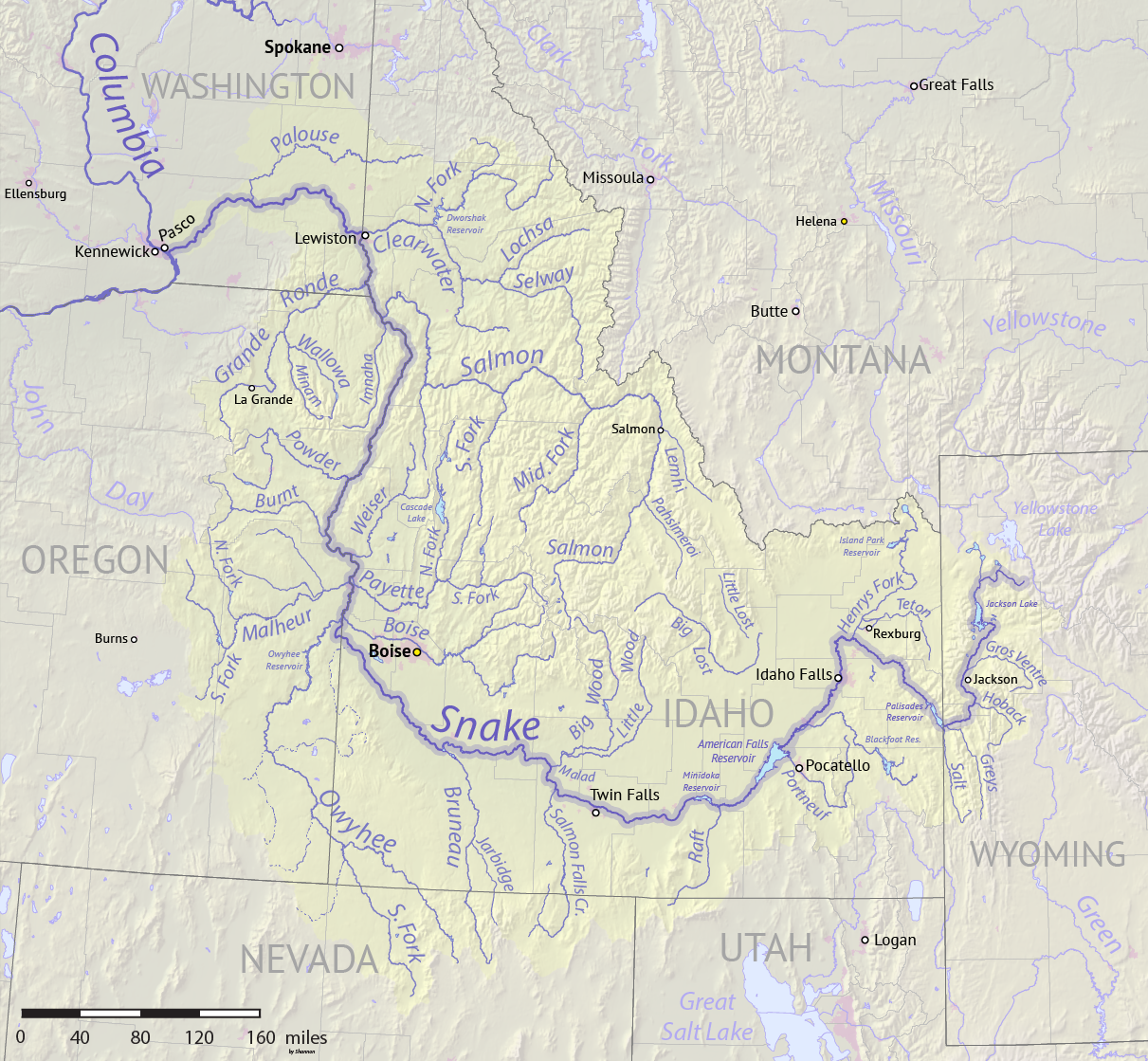
El río Snake también fluye por Washington, en su último tramo, hasta desaguar en el Columbia
Regiones fisiográficas de Washington.[4]

### Regiones fisiográficas
Podemos dividir Washington en seis regiones fisiográficas:

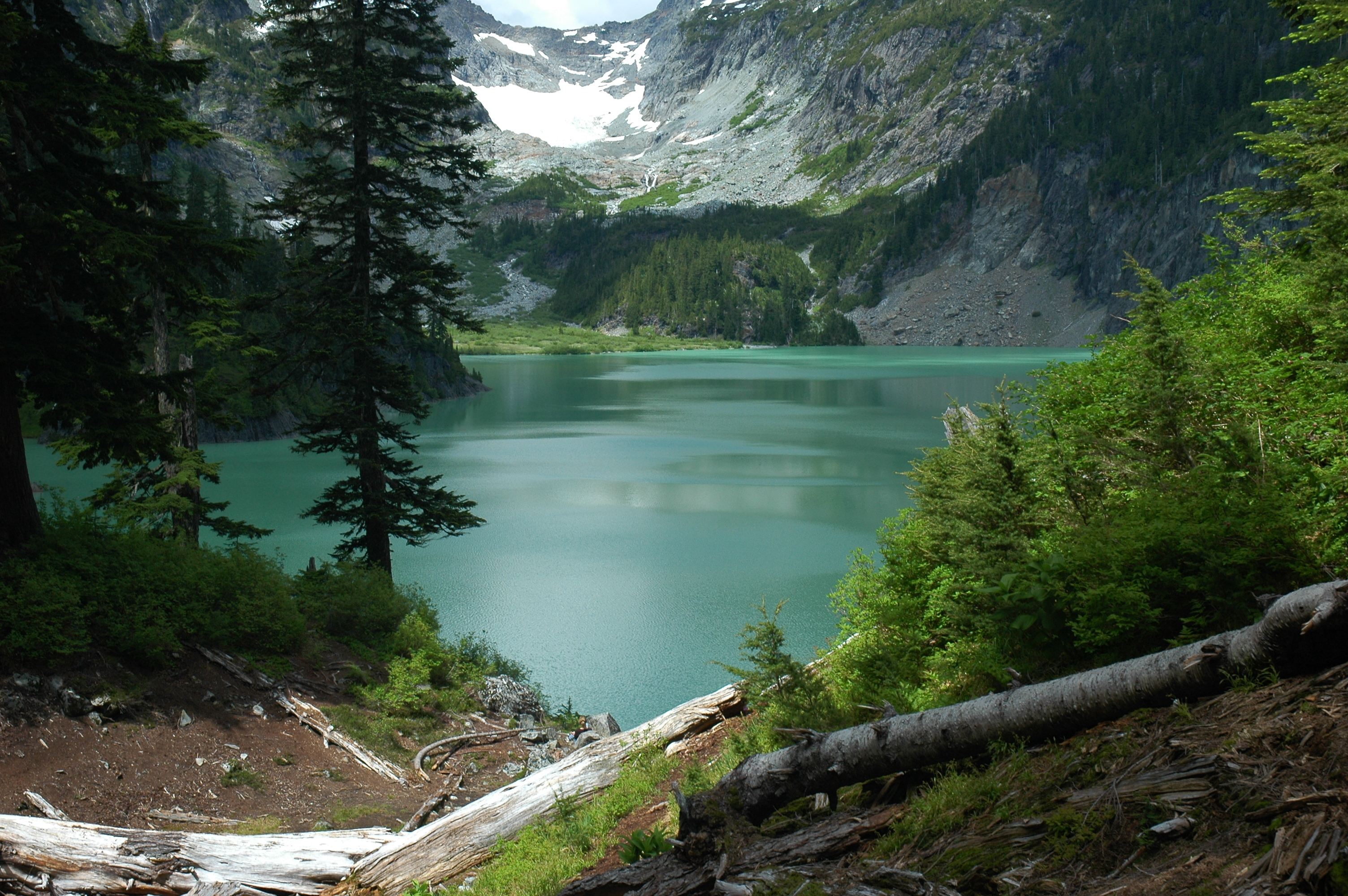
Lago Virgin

- Las Okanogan Highlands (que forman parte de las Montañas Rocosas) ocupan el nordeste del estado de Washington. Se caracterizan por su elevada altitud y por su terreno muy accidentado. Poseen varias minas de oro, zinc, granito y magnesio.
- La Cuenca de Columbia ocupa gran parte de la región central de Washington, así como toda la región centro-este y sudeste. Se caracteriza por su altitud media —que varía entre 150 y 600 metros, que contrasta con las regiones vecinas, de mayor altitud— y por su terreno relativamente poco accidentado. Se localiza inmediatamente al sur de las Okanogan Highlands. Hay desiertos en lugar de bosques, debido a las montañas que a veces paran las nubes del oeste.
- Las Montañas Cascade se extienden desde la Columbia Británica hasta el norte de California y de Nevada. Se extienden inmediatamente al oeste de las Montañas Rocosas y de la Cuenca de Columbia. Es una región que cuenta con varios volcanes activos, entre ellos el Monte St. Helens, que mató a 57 personas y causó billones de dólares en perjuicios después de una gigantesca erupción el 18 de mayo de 1980. Tiene un terreno altamente accidentado, y varios picos con más de tres mil metros de altitud. El punto más alto del estado, el Monte Rainier, se encuentra a 4.400 metros de altitud.
- Las Llanuras de Puget se extienden al oeste de las Montañas Cascade. Se caracterizan por su terreno poco accidentado, por su suelo muy fértil y por la presencia de grandes masas forestales —cerca de un 70% de los bosques estatales se localizan en esta región. Es la región más poblada del estado.
- Las Montañas Olímpicas se localizan al noroeste del estado, al oeste y al norte de las Llanuras de Puget. Se caracterizan por su terreno accidentado, y por la presencia de montes con mil metros de altitud o más. Es una región escasamente poblada.
- Las Colinas Willapa se extienden desde el litoral sur del estado hasta la región central del litoral de Oregón. La mayor parte de esta región está cubierta por bosques. Se caracteriza por su terreno accidentado, y por sus cadenas montañosas de baja altitud.

### Clima

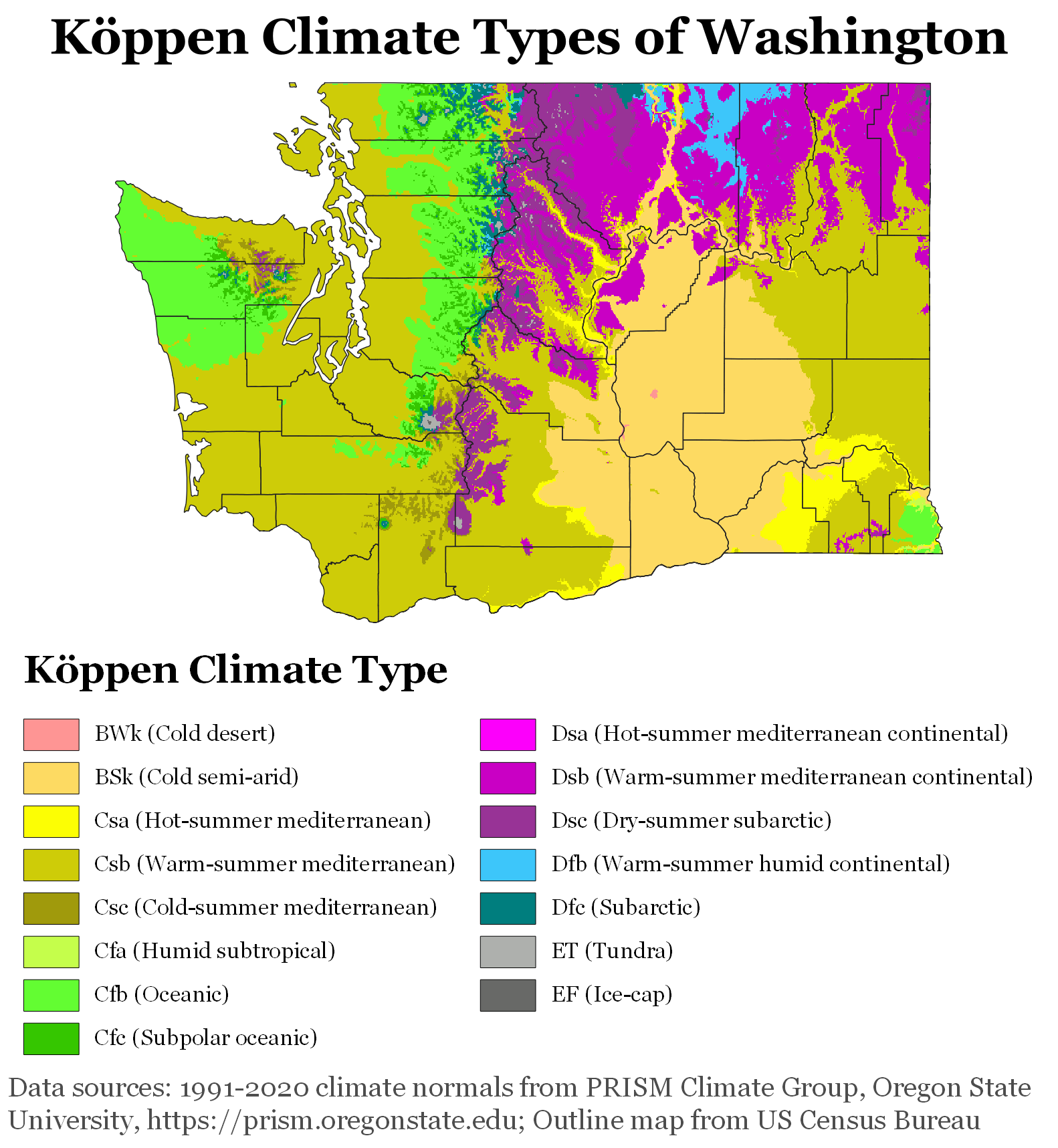
Climas del estado.

Gracias a la proximidad de grandes masas de agua y a las corrientes marítimas cálidas del océano Pacífico, el occidente del estado de Washington tiene el clima más suave de todos los estados del norte de los 48 estados contiguos de Estados Unidos. El clima de Washington es templado, con cuatro estaciones distintas. Los veranos son frescos y menos cálidos que los de otros estados del norte del país, mientras que los inviernos son relativamente suaves, menos fríos que cualquier otro estado del norte del país. Gran parte del oeste de Washington registra tasas muy altas de precipitación media anual. Por su parte, el este del estado experimenta veranos muy cálidos e inviernos fríos, y bajas tasas de precipitación anual.

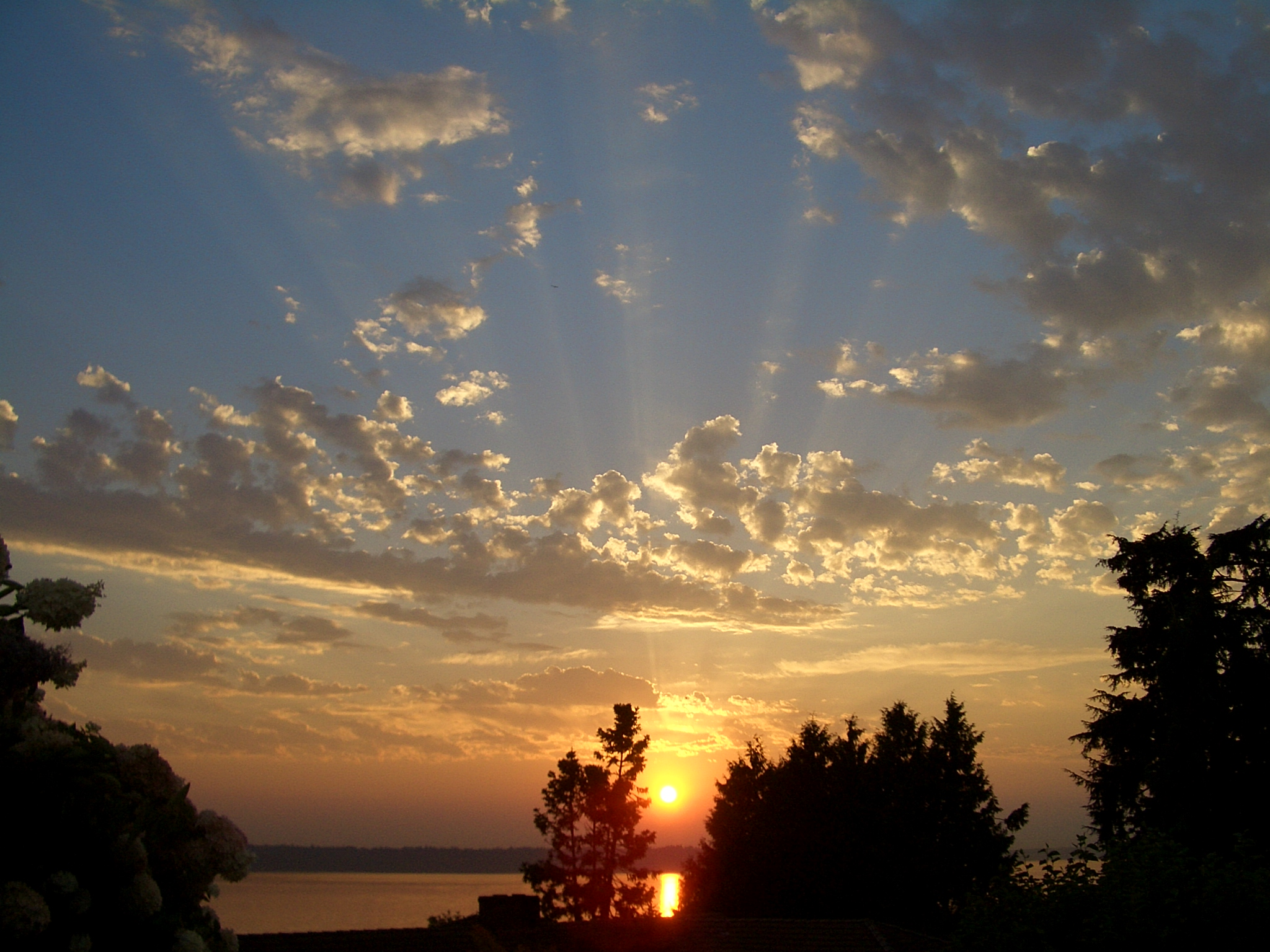
Puesta de sol en Puget Sound.

En invierno, la temperatura media es de 5 °C en el oeste y de -3 °C en el este del estado. Las medias más bajas se registran en las regiones de mayor altitud de Washington, de -8 °C en las regiones a más de 1600 metros. Las temperaturas mínimas varían entre -30 °C a 12 °C, y las máximas entre -22 °C y 18 °C. La temperatura más baja registrada en el estado, -44 °C, fue medida el 30 de diciembre de 1968, en Mazama y en Winthrop, al norte del estado.
En verano, la temperatura media es de 16 °C en el oeste y de 23 °C en el este del estado. Las medias más bajas se registran a lo largo del litoral de Washington. Las temperaturas mínimas varían entre 5 °C y 18 °C, y las temperaturas máximas entre 14 °C y 35 °C. La temperatura más alta registrada en el estado, 48 °C, fue medida el 5 de agosto de 1961, en Ice Harbor Dam, al sureste del estado.
Las tasas de precipitación media anual de lluvia varían de 100 a 350 centímetros anuales en el oeste del estado a sólo de 10 a 35 centímetros en la región centro-este. Las tasas de precipitación media anual de nieve varía entre 15 centímetros en el litoral, 130 a 200 centímetros en las regiones montañosas y 30 centímetros en la región centro-este.
| Seattle                       | Seattle | Seattle | Seattle | Seattle | Seattle | Seattle | Seattle | Seattle | Seattle | Seattle | Seattle | Seattle | Seattle |
| Mes                           | Ene     | Feb     | Mar     | Abr     | May     | Jun     | Jul     | Ago     | Sep     | Oct     | Nov     | Dic     | Año     |
| ----------------------------- | ------- | ------- | ------- | ------- | ------- | ------- | ------- | ------- | ------- | ------- | ------- | ------- | ------- |
| Temperatura máxima media (°C) | 8       | 10      | 12      | 15      | 19      | 22      | 25      | 24      | 21      | 17      | 12      | 9       | 16      |
| Temperatura mínima media (°C) | 3       | 3       | 5       | 7       | 10      | 12      | 13      | 14      | 12      | 9       | 5       | 4       | 8       |
| Precipitación (mm)            | 98,0    | 54,6    | 106,5   | 88,6    | 50,0    | 36,1    | 26,4    | 19,3    | 34,3    | 54,7    | 175,51  | 120,9   | 868,42  |

## Demografía

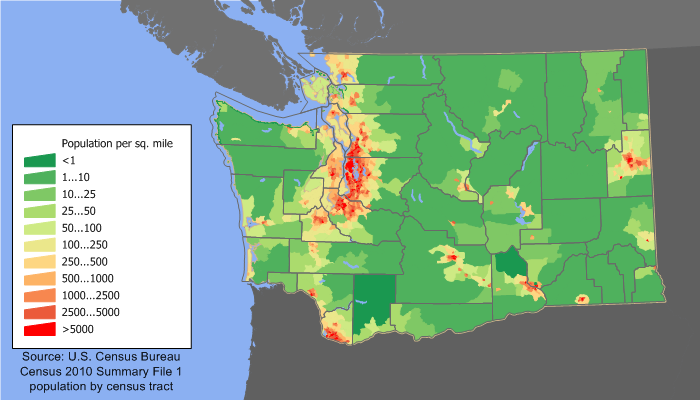
Densidad de población de Washington.

Según el censo de 2005, Washington tenía una población estimada de 6.271.973 habitantes, lo que supone un aumento de 80.713 habitantes (o lo que es lo mismo, un 1,3%), en relación con el año anterior y un aumento de 393.619 habitantes (o un 6,7%), en relación con el año 2000. El aumento demográfico desde el último censo se debe a un crecimiento natural de 180.160 personas (418.055 nacimientos menos 237.895 muertes) y un incremento de la migración neta de 215.216 personas en el estado. Las migraciones externas han dado lugar a un aumento neto de 134.242 personas, mientras que las migraciones internas produjeron una pérdida neta de 80.974 personas.
En 2004, el 10,3% de los habitantes del estado (631.500 personas) no habían nacido en los Estados Unidos, de los que se estima que cien mil (1,6%) sean inmigrantes ilegales.
Cerca de un 83% de la población de Washington vive en áreas metropolitanas. La mayor de éstas es el área metropolitana de Seattle, que es la mayor ciudad del estado, con 375.000 habitantes. Su área metropolitana cuenta con cerca de 3,1 millones de habitantes, o lo que es lo mismo, cerca de dos quintos de la población del estado. La mayor parte de la población se concentra en el noroeste del estado.

### Población
| composición racial  | 1990  | 2000  | 2010  |
| ------------------- | ----- | ----- | ----- |
| Blancos             | 88.5% | 81.8% | 77.3% |
| Afroamericano       | 3.1%  | 3.2%  | 3.6%  |
| Nativo americano    | 1.7%  | 1.6%  | 1.5%  |
| asiático            | 4.3%  | 5.5%  | 7.2%  |
| Isleño del Pacífico | –     | 0.4%  | 0.6%  |
| Otro                | 2.4%  | 3.9%  | 5.2%  |
| Dos o más Razas     | –     | 3.6%  | 4.7%  |

Según la Encuesta sobre la Comunidad Estadounidense de 2016, el 12,1 % de la población de Washington era de origen hispano o latino (de cualquier raza): mexicano (9,7 %), puertorriqueño (0,4 %), cubano (0,1 %) y otro origen hispano o latino (1,8%). Los cinco grupos de ascendencia más grandes fueron: alemán (17,8%), irlandés (10,8%), inglés (10,4%), noruego (5,4%) y estadounidense (4,6%).
Los mexicanos se concentran principalmente en la región sureste y centro-sur, donde trabajan en los campos como mano de obra barata (muchos de estos trabajadores rurales son ilegales). El condado de Wahkiakum, así como la mayor parte de los condados del estado, alberga numerosos habitantes de origen escandinavo.
La población de ascendencia asiática de Washington es la quinta mayor del país. Dentro de ella, el mayor grupo étnico son los filipinos. Gary Locke fue elegido primer gobernador asiático-estadounidense en 1997.
Los afroamericanos son menos numerosos que los asiáticos y los hispánicos en muchas comunidades. En Seattle, se están trasladando a la parte del sur de la ciudad y a diversas áreas suburbanas, como el sur del Condado de King.
En Washington se localizan numerosas reservas indias. Muchas ciudades tienen nombres inusuales otorgados por los nativos americanos, como Seattle, Puyallup y Walla Walla.

Pirámide de edades de Washington (2000).

### Pirámide de edades
La distribución de la población por edades en 2004 era:
- Menos de 5 años: 6,2 %
- Menos de 18 años: 24 %
- Más de 65 años: 11,3 %

Las personas de sexo femenino componen el 50,1 % de la población de Washington.

### Religión
Afiliaciones religiosas de la población de Washington:
- Cristianismo: 79 %
  - Protestantes: 45 %
    - Iglesia Baptista: 7 %
    - Iglesia Luterana: 7 %
    - Iglesia Metodista: 4 %
    - Iglesia Presbiteriana: 3 %
    - Otras afiliaciones protestantes: 24 %

  - Católicos: 27 %
  - Otras afiliaciones cristianas: 1 %
  - Mormones: 5 %
- Otras religiones: 2 %
- Sin religión: 19 %

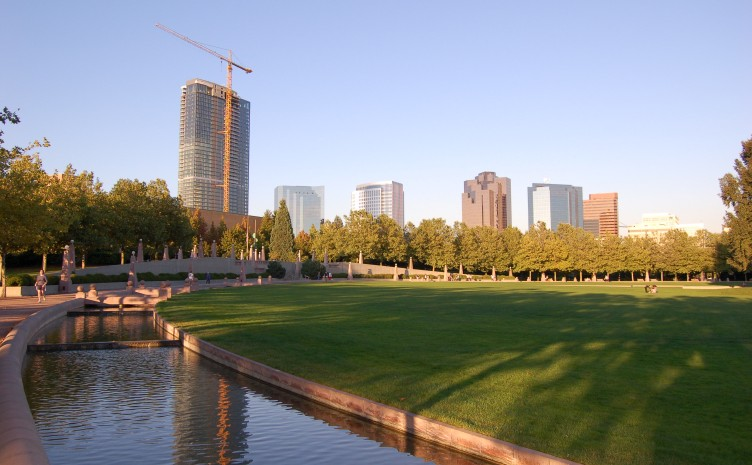
Bellevue.

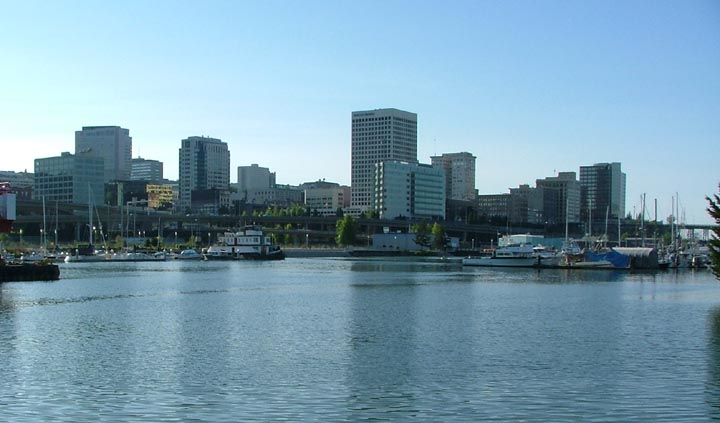
Tacoma.

Como la mayoría de los estados del oeste estadounidense, el porcentaje de la población no religiosa de Washington es relativamente alto, mucho más alto que en el resto del país. El porcentaje de no religiosos del estado de Washington es el mayor de cualquier estado estadounidense, y las tasas de afiliaciones religiosas a iglesias u otras instituciones religiosas están entre las más bajas del país.

### Principales ciudades
- Seattle
- Olympia
- Spokane
- Tacoma
- Bellevue
- Redmond
- Aberdeen
- Vancouver
- Everett
- Tri-Cities
- Walla Walla
- Wenatchee
- Yakima
- Bremerton
- Port Townsend
- Bellingham

## Economía

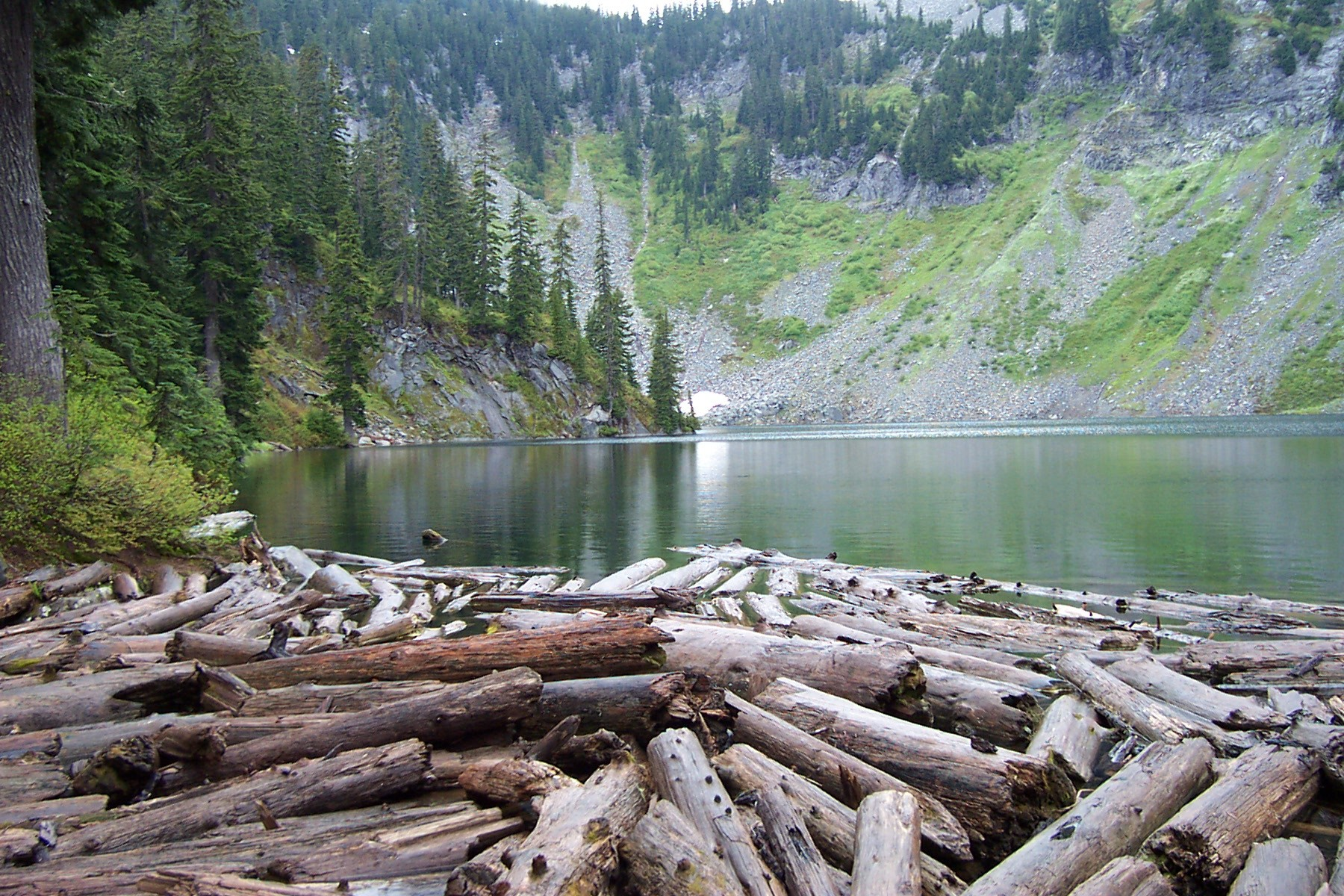
Troncos de árboles flotando en el Gold Creek. Washington es uno de los líderes nacionales de la industria maderera estadounidense, que antaño fue una de sus principales actividades económicas, aunque, con la diversificación de la economía ha perdido mucha importancia, junto con la agropecuaria.

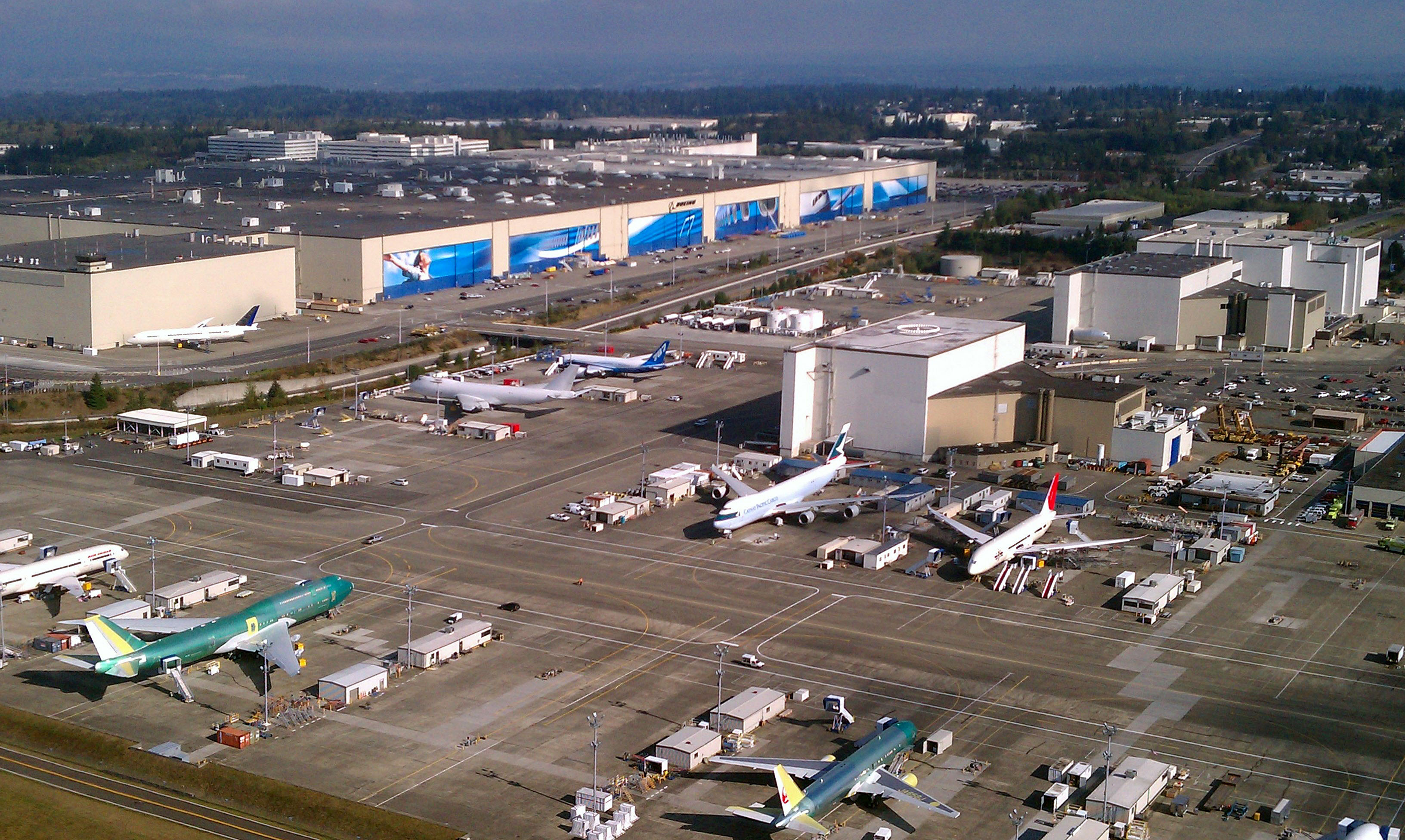
Fábrica de Boeing en Everett, Washington

La economía de Washington se concentra principalmente en el sector terciario. El producto interior bruto de Washington era, en 2004, de 262.000 millones de dólares, lo que lo colocaba en el 14.º puesto de la nación. La renta per cápita en 2004 era de 33.332 dólares. La tasa de desempleo se sitúa en el 6,2%. El centro económico, financiero e industrial del estado es Seattle.
El sector primario corresponde al 2% del PIB de Washington. La agricultura y la ganadería corresponden juntas a un 1,6% del PIB del estado, y emplean a cerca de 140.000 personas. El estado posee cerca de 39.000 granjas, de las cuales 13 000 dependen de técnicas de irrigación modernas para el cultivo de plantaciones. Los principales productos agrícolas y ganaderos que produce Washington son el trigo, las manzanas (el estado es el mayor productor nacional), la leche, las cerezas y la carne de vaca. En total, el valor de los productos agropecuarios producidos por el estado es de 5.400 millones de dólares. La industria maderera corresponde al 0,35% del PIB y emplea aproximadamente a 5000 personas. La pesca comprende un 0,05% del PIB de Washington, y emplea aproximadamente a 2000 personas. El valor anual total de la pesca capturada en el estado es de 100 millones de dólares.
El sector secundario corresponde a un 17% del PIB de Washington. La industria manufacturera corresponde a un 12% del PIB del estado y emplea aproximadamente a 375.000 personas. El valor total de los productos fabricados en el estado es de 35.000 millones de dólares. Los principales productos industrializados que se fabrican en Washington son aviones, barcos, software, productos electrónicos, alimentos procesados y papel y productos de la madera. La Boeing, la mayor constructora de aviones del mundo, tiene su sede en el estado (en Seattle) así como sus principales fábricas. También tienen su sede en Washington Microsoft, Amazon, Starbucks y Nintendo América. La industria de la construcción comprende un 4,6% del PIB del estado, y emplea aproximadamente a 212.000 personas. Por su parte, la minería es responsable de un 0,4% del PIB, empleando a cerca de 5000 personas. Los principales recursos naturales del estado son el carbón, el oro y la arena.

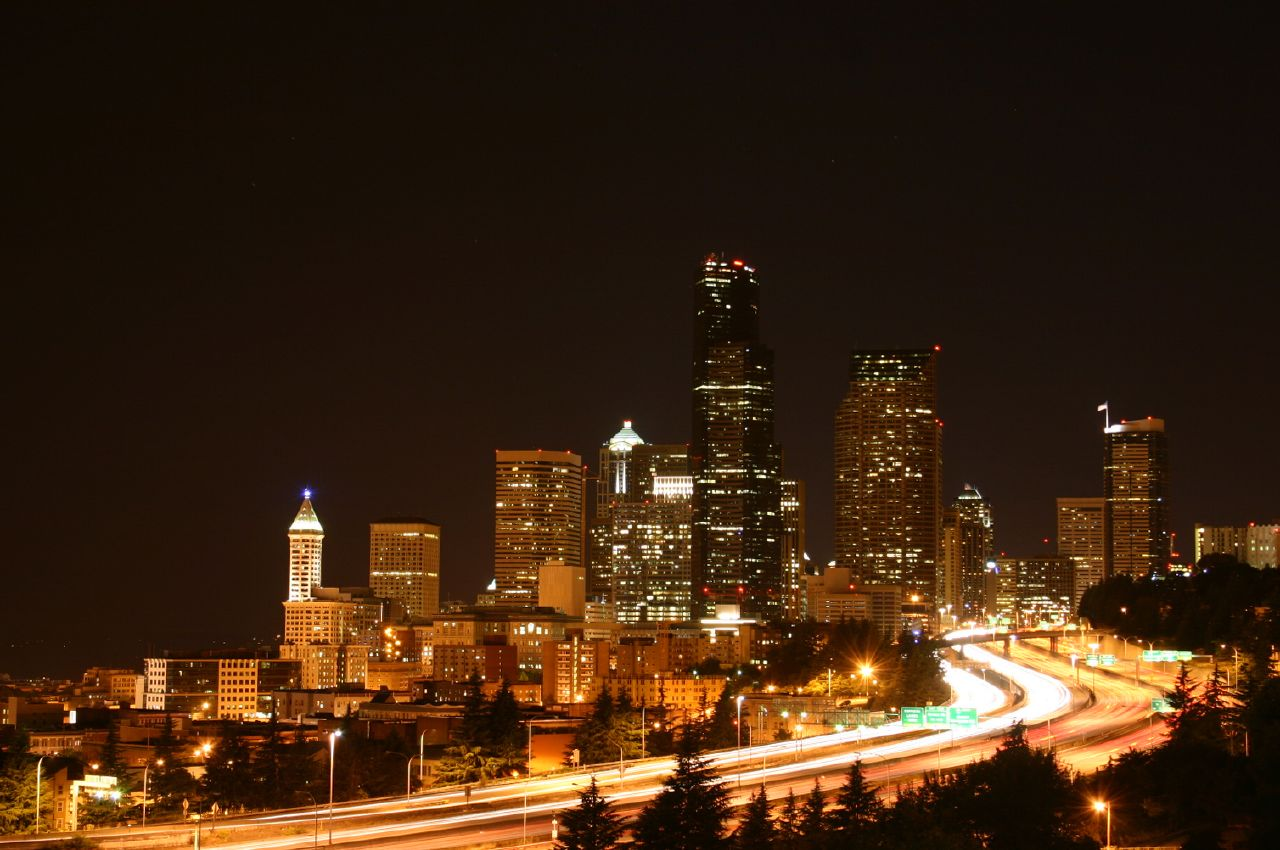
Vista nocturna del centro financiero de Seattle.

El sector terciario comprende un 81% del PIB de Washington. Cerca de un 24% del PIB del estado vienen de servicios comunitarios y personales, actividades que emplean a más de 1.100.000 personas. Washington es un gran centro financiero, siendo Seattle el principal centro económico del estado y uno de los principales de la costa oeste estadounidense. El comercio al por mayor y al por menor corresponden a un 17% del PIB, y emplean aproximadamente a 770.000 personas. Los servicios financieros e inmobiliarios corresponden a cerca de un 18% del PIB del estado, empleando aproximadamente a 270.000 personas. Los servicios gubernamentales corresponden a un 13% del PIB, y emplean aproximadamente a 553.000 personas. Por último, los transportes y las telecomunicaciones emplean a cerca de 172.000 personas y comprenden un 9% del PIB.
Cerca de un 78% de la electricidad generada en el estado proviene de centrales hidroeléctricas. Ningún estado estadounidense produce más electricidad en centrales hidroeléctricas que Washington. El 13% de la electricidad generada en Washington se produce en centrales termoeléctricas de carbón, y el 9,5% en centrales nucleares. El 0,5% restante se generan en centrales eólicas y solares.

### Agricultura

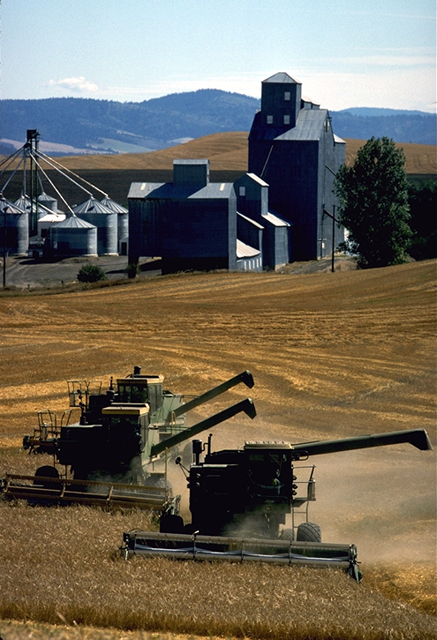
Una granja del Condado de Whitman.

Washington es un estado agrícola destacado (las cifras siguientes provienen del Washington State Office of Financial Management y del Washington Agricultural Statistics Service.)
En 2003, el valor total de los productos agrícolas de Washington era de 579.000 millones de dólares, el 11.º mayor en el país. El valor total de sus cosechas era de 38.000 millones, el 7.º mayor. Por último, el valor total de su ganado era de 15 000 millones, el 26.º mayor del país.
En 2004, el estado de Washington figuraba primero de la nación en la producción de frambuesas rojas (90,0% de producción total de EE. UU.), guisantes (80,6%), lúpulo (75,0%), aceite de hierbabuena (73,6%), manzanas (58,1%), cerezas dulces (47,3%), peras (42,6%), aceite de menta (40,3%), uvas Concord (39,3%), zanahorias (36,8%), y uvas Niagara (31,6%). Washington también figuraba en el segundo lugar de la nación en la producción de lentejas, patatas, guisantes secos, albaricoques, uvas (todas las variedades), espárragos (cerca de un tercio de la producción de la nación), maíz dulce y guisantes verdes; el tercer lugar en producción de cerezas ácidas, ciruelas, ciruelas pasas y cebollas de verano secas; el cuarto lugar en producción de cebada y trucha; y el quinto lugar en producción de trigo, arándanos azules y fresas.

## Gobierno y política

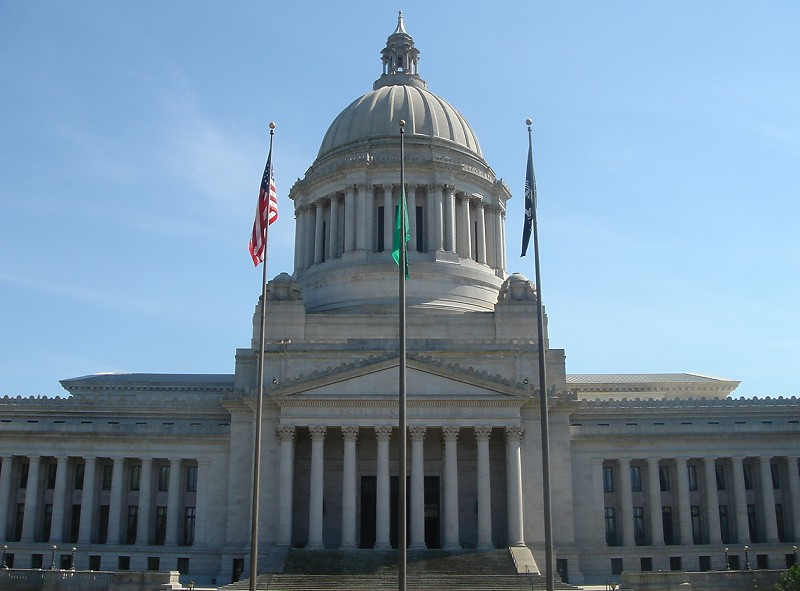
El Capitolio Estatal de Washington, en Olympia.

El gobierno del estado de Washington cuenta con división de poderes: ejecutivo, legislativo y judicial.
- El principal oficial del Poder Ejecutivo en Washington es el gobernador. Lo elige la población mediante elecciones estatales, para un mandato de hasta cuatro años de duración, y puede volver a presentarse al cargo cuantas veces quiera. El gobernador del estado tiene el poder de elegir a más de 350 oficiales diferentes. Desde 2013, el actual gobernador de Washington es el demócrata Jay Inslee.
- El Poder Legislativo de Washington está constituido por el Senado y por la Cámara de los Representantes. El Senado está compuesto por 49 senadores, mientras que la Cámara de los Representantes cuenta con 98 representantes. Los senadores tienen un mandato de hasta cuatro años de duración, mientras que el término del mandato de los representantes es de dos años como máximo. Tanto los senadores como los representantes pueden presentarse a la reelección cuantas veces deseen.
- La corte más alta del Poder Judicial de Washington es la Corte Suprema de Washington. Los nueve jueces de esta corte son elegidos por la población del estado para un mandato de hasta seis años de duración. Cada tres años se realizan elecciones para los puestos de la Corte Suprema, en las que se eligen tres jueces. La segunda corte del estado en importancia es la Court of Appeals of Washington, que consta de 22 jueces, elegidos por la población del estado para un mandato de hasta seis años de duración. Ningún juez puede presentarse candidato a la reelección en una corte judicial dada.

### Constitución
La actual Constitución de Washington entró en vigor en 1889, creada anteriormente a la elevación de Washington a la categoría de estado. El Poder Legislativo de Washington puede proponer enmiendas a la Constitución, y para ser aprobadas, necesitan recibir al menos dos tercios de los votos del Senado y de la Cámara de los Representantes del estado, y después, otros dos tercios de los votos del electorado de Washington, a través de un referéndum. Las enmiendas también pueden realizarse a través de convenciones constitucionales, que son encuentros políticos especiales. Las enmiendas realizadas de esta forma necesitan ser aprobadas por al menos un 51% de cada Cámara del Poder Legislativo, y después, por al menos un 60% de la población electoral del estado, en un referéndum.

### División administrativa
Washington está dividido en 39 condados diferentes. La mayoría de estos 39 condados están gobernados por un consejo formado por 3 miembros. Washington tiene cerca de 300 ciudades. Cualquier ciudad con más de 20.000 habitantes es libre de elegir su forma de gobierno municipal.
| - Adams - Asotin - Benton - Chelan - Clallam - Clark - Columbia - Cowlitz - Douglas - Ferry - Franklin - Garfield - Grant | - Grays Harbor - Island - Jefferson - King - Kitsap - Kittitas - Klickitat - Lewis - Lincoln - Mason - Okanogan - Pacific - Pend Oreille | - Pierce - San Juan - Skagit - Skamania - Snohomish - Spokane - Stevens - Thurston - Wahkiakum - Walla Walla - Whatcom - Whitman - Yakima |

### Política
Tanto el Partido Demócrata como el Partido Republicano han tenido a lo largo del siglo XX una fuerte presencia en Washington. La mayoría de la población de las ciudades principales y más pobladas del estado apoyan a candidatos demócratas, mientras que el electorado de áreas rurales y de ciudades pequeñas tienden a votar a candidatos republicanos. No obstante, el estado a lo largo de su historia se ha caracterizado por ser uno de los más progresistas de todo el país.

## Educación
La primera escuela de Washington fue fundada en 1832, en Vancouver, construida para la educación de los hijos de los empleados de la Compañía de la Bahía de Hudson. El estado instituyó un sistema público de enseñanza en 1895.
Actualmente, todas las instituciones educativas de Washington deben seguir ciertas reglas y patrones dictados por el Consejo Estatal de Educación de Washington. Este consejo controla directamente el sistema de escuelas públicas del estado, que está dividido en varios distritos escolares. Cada ciudad principal (city), diversas ciudades secundarias (towns) y cada condado, constan al menos de un distrito escolar. En las ciudades, la responsabilidad de administrar las escuelas es del distrito escolar municipal, mientras que en las regiones menos densamente pobladas, esta responsabilidad corre a cargo de los distritos escolares que operen en el condado. Washington permite la existencia de «escuelas chárter» — escuelas públicas independientes, que no son administradas por distritos escolares, pero que dependen de presupuestos públicos para su sustentación. La escolarización es obligatoria para todos los niños y adolescentes de más de ocho años de edad, hasta la conclusión de la educación secundaria o hasta los dieciocho años de edad.
En 1999, las escuelas públicas del estado atendieron a cerca de 1.004.000 estudiantes, empleando aproximadamente a 50.400 profesores. Por su parte, las escuelas privadas atendieron a cerca de 76.900 estudiantes, empleando aproximadamente a 5.700 profesores. El sistema de escuelas públicas del estado utilizó cerca de 6.098 millones de dólares, y el gasto de las escuelas públicas fue de aproximadamente 6.600 dólares por estudiante. Cerca de un 89% de los habitantes del estado con más de 25 años de edad tiene en su haber un diploma de graduado en educación secundaria.

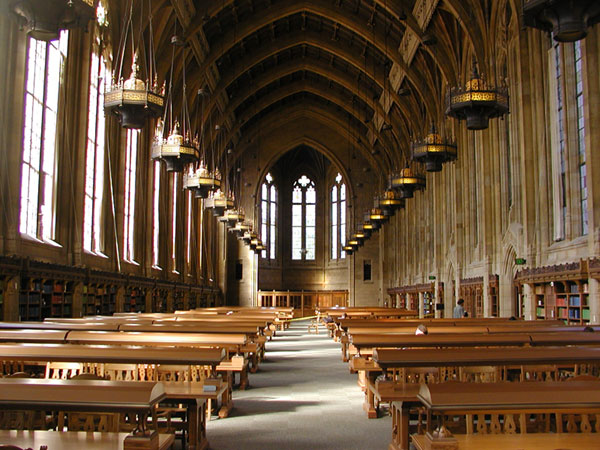
Sala de lectura de la Biblioteca Suzzallo, en la Universidad de Washington.

La primera biblioteca de Washington fue construida en 1853 en la actual capital del estado, Seattle. Actualmente, Washington posee 65 sistemas de bibliotecas públicas, que mueven anualmente una media de 9,6 libros por habitante.
La primera institución de educación superior de Washington, la Universidad de Washington, fue inaugurada en 1861. Actualmente, Washington posee 78 instituciones de educación superior, de las cuales 45 son públicas y 33 son privadas. Seattle destaca como el mayor centro educativo del estado.

## Transportes y telecomunicaciones

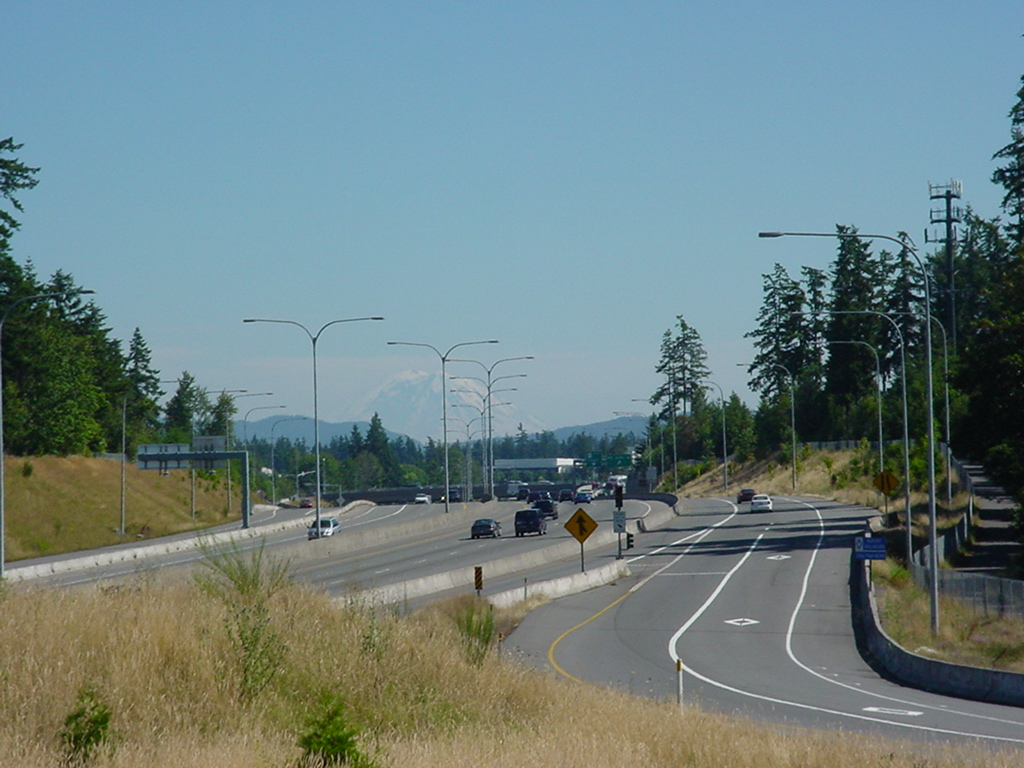
La autopista SR-520 en las inmediaciones de Redmond. La montaña del fondo es el Monte Rainier.

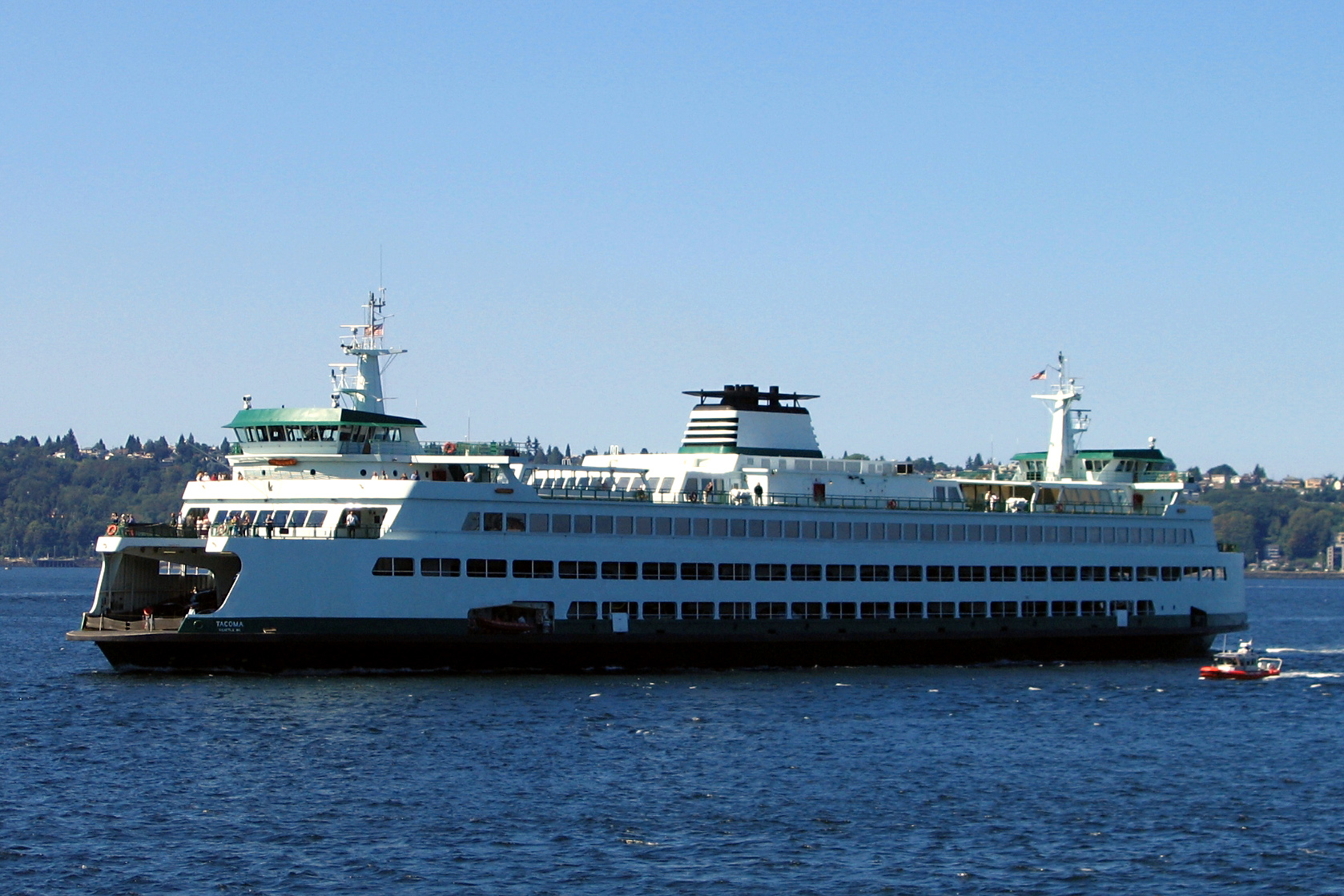
MV Tacoma, un Ferry del sistema estatal.

Gracias a su localización estratégica, próxima a Alaska, Hawái y Asia, Seattle se ha convertido en un gran centro aeroportuario y portuario de Estados Unidos. Diversos vuelos que parten del Aeropuerto Internacional Seattle-Tacoma conectan el país con diversas ciudades de Asia, Hawái y Alaska. Alaska Airlines posee su centro de operaciones en este aeropuerto. El puerto de Seattle es uno de los más frecuentados de la costa oeste estadounidense. Además de eso, el estado administra la mayor compañía de ferris del mundo, que conecta Seattle con las ciudades localizadas en islas del delta del río Columbia.
Cerca de 20 compañías ferroviarias suministran servicios de transporte de carga y pasajeros en el estado. En especial, Amtrak suministra servicios de transporte de pasajeros entre las principales ciudades del estado. En 2002, Washington contaba con 5.063 km de vías férreas. En 2003, el estado disponía con 132.391 kilómetros de vías públicas, de los cuales 1230 eran autopistas interestatales, consideradas parte del sistema federal de autopistas de Estados Unidos.
Las varias islas y penínsulas son servidos por la mayor flota de ferris de los Estados Unidos, y el cuarto mayor del mundo. Organizado como parte del sistema de autopistas estatales, los ferries llevaron 23.9 millones de pasajeros en 2015.
El primer periódico publicado en Washington fue el The Columbiam, impreso por primera vez en Olympia, en 1852. Actualmente se publican en el estado cerca de 200 periódicos, de los cuales 28 son diarios. También se imprimen cerca de 175 revistas. La primera cadena de radio de Washington fue fundada en 1920, en Everett, y la primera cadena de televisión, en 1948, en Seattle. Actualmente, Washington posee 188 cadenas de radio (de las cuales 73 son AM y 115 son FM) y 26 de televisión.

## Cultura

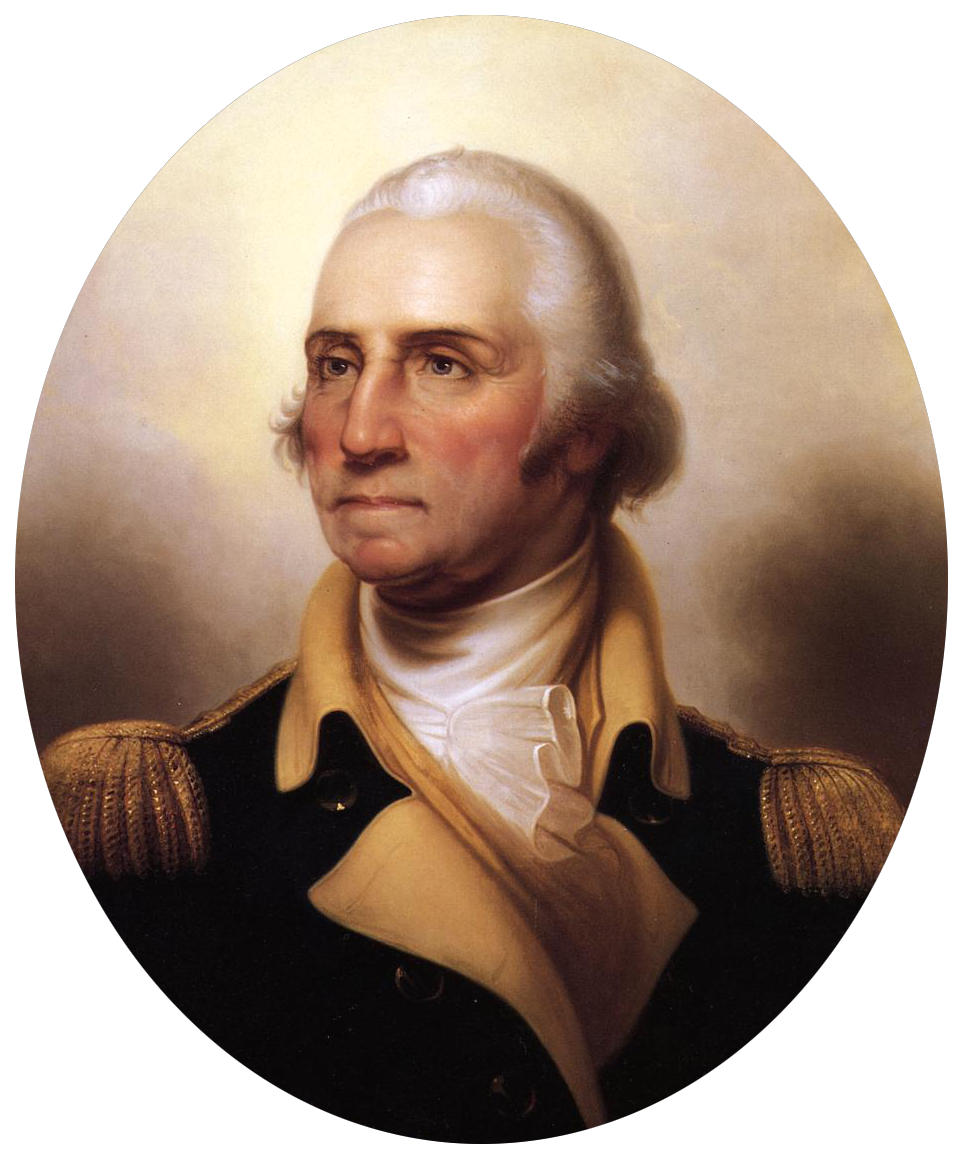
George Washington.

Diez barcos de la Armada de los Estados Unidos han sido llamados USS Washington, al principio en honor al presidente George Washington y después en honor al estado de Washington.

### Deporte
El estado de Washington tiene tres equipos profesionales de grandes ligas: los Seattle Seahawks de la National Football League, los Seattle Mariners de las Grandes Ligas de Béisbol y el Seattle Sounders FC de la Major League Soccer. Los Seahawks y Sounders juegan de local en el CenturyLink Field y los Mariners en el Safeco Field, todos ellos luego de haberse mudado del Kingdome.
Por su parte, los Seattle SuperSonics de la National Basketball Association compitieron entre 1967 y 2008, tras lo cual se mudaron de estado. Desde 2000, Seattle Storm compite en la WNBA de baloncesto femenino. Ambos equipos han jugado principalmente en la KeyArena.
Los Washington Huskies son un equipo universitario que se ha destacado en fútbol americano.

### Símbolos del estado
Estos son los símbolos del estado de Washington:
- Apodo: Evergreen State
- Árbol: Tsuga, adoptado en 1947
- Barco: Barco container President Washington, adoptado en [1983]
- Canción: Washington, My Home (Washington, mi casa), adoptada en [1959]
- Canción folclórica: Roll On, Columbia, Roll On, adoptada en [1987]
- Danza: Cuadrilla, adoptada en el año 1979
- Flor: Rododendro (Rhododendron), adoptado en [1892]
- Fósil: Mamut, adoptado en 1998
- Fruta: Manzana, adoptada en 1989
- Gema: Madera petrificada, adoptada en 1975
- Hierba: Agropyron spicatum
- Insecto: Libélula, adoptada en 1997
- Lema: Al-ki o Alki (del chinook: lo que pase, pasará)
- Mamífero: Orca
- Pájaro: Jilguero amarillo (Carduelis tristis), adoptado en [1951]
- Pez: Trucha arcoíris (Oncorhynchus mykiss), adoptada en [1969]
- Eslogan: Experience Washington; The Evergreen State (Experimenta Washington; el estado de la hoja perenne)